# Llista de castells dels Països Catalans
La llista dels castells dels Països Catalans és una llista de les fortificacions intactes, significants, famoses o documentades als territoris destacats a sota.
Els vuit segles que durà la Conquesta (711-1492) duta a terme pels regnes cristians del nord de la península Ibèrica per recuperar les terres del sud dels musulmans suposaren una llarga època de guerres. Si s'hi afegeix les tensions internes entre els nobles i entre la noblesa i la monarquia, freqüents durant la baixa edat mitjana i que arribaren de vegades a autèntiques guerres civils, es comprèn fàcilment el paper que hi jugaren els castells i el perquè de la seua abundància a la península. Tal és així que el nom mateix dels catalans, com també dels castellans, és, segons una de les teories que el volen explicar, derivat de castlà, o siga casteller.
Entès que la frontera amb els regnes i taifes musulmans es movia cap al sud no d'un cop, sinó al llarg dels segles, es creava una sèrie de fortificacions noves amb cada avanç. Pel que fa als àrabs, ells també construïren els seus castells defensius que sovint foren reutilitzats pels cristians: el castell de Santa Bàrbara a Alacant fou construït pels àrabs, conquerit pels castellans, i per fi passà a mans de la Corona d'Aragó qui el reforçà.
Es construïen castells també com a palaus, per exemple el Palau dels Reis de Mallorca. De vegades la vila sencera es fortificà, i esdevingué una ciutadella com és el cas de Vilafranca de Conflent, Montblanc o València. Moltes poblacions tenen, a més, l'origen en un castell, que acollia dins de les seues muralles les cases dels seus pobladors (poble castral), o s'unia al poble que s'originà al costat seu, el qual adoptava també forma de castell, de vegades amb muralles, d'altres amb les mateixes cases formant un reducte tancat, amb portals per accedir a l'interior que es tancaven quan convenia (poble clos o vila closa). Algunes d'aquestes poblacions tancaven els portals a la nit fins ben avançat el segle xx.
A Rosselló, les guerres entre la Corona d'Aragó i la Corona francesa, tant abans com després del Tractat dels Pirineus, donaria motiu per construir-hi castells o enfortir aquells que ja existien. El cèlebre arquitecte militar Sébastien Le Prestre, el marquès de Vauban fou responsable del disseny de moltes ciutadelles i castells de la zona, com la de Montlluís, la de Vilafranca o el de Salses —les dues primeres enregistrades com a Patrimoni de la Humanitat des del 2008.
També hi hauria els castells d'ocupació, aquells que foren construïts després de la Guerra de Successió pel rei Felip V i successors per assegurar la lleialtat dels territoris rebels. Tal és el cas del Castell de Montjuïc i de la desapareguda Ciutadella de Barcelona. Per altra banda, castells com el de Xàtiva foren reaprofitats per a acomplir la funció de presons estatals durant segles.
A continuació hi ha un llistat dels castells presents a la zona oriental de la península Ibèrica, per vegueria, illa o província:

## Catalunya Nord

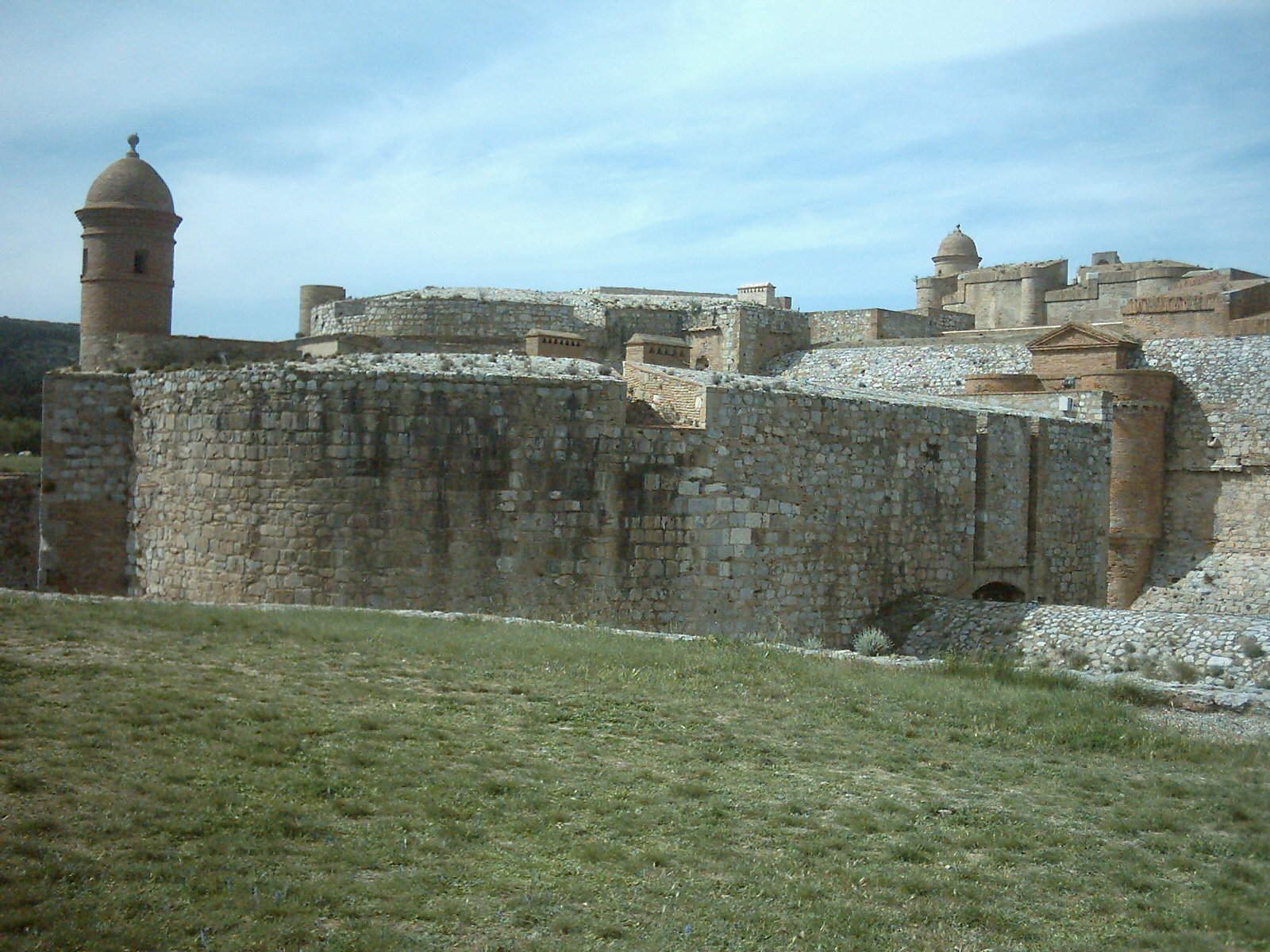
Castell de Salses, al Rosselló

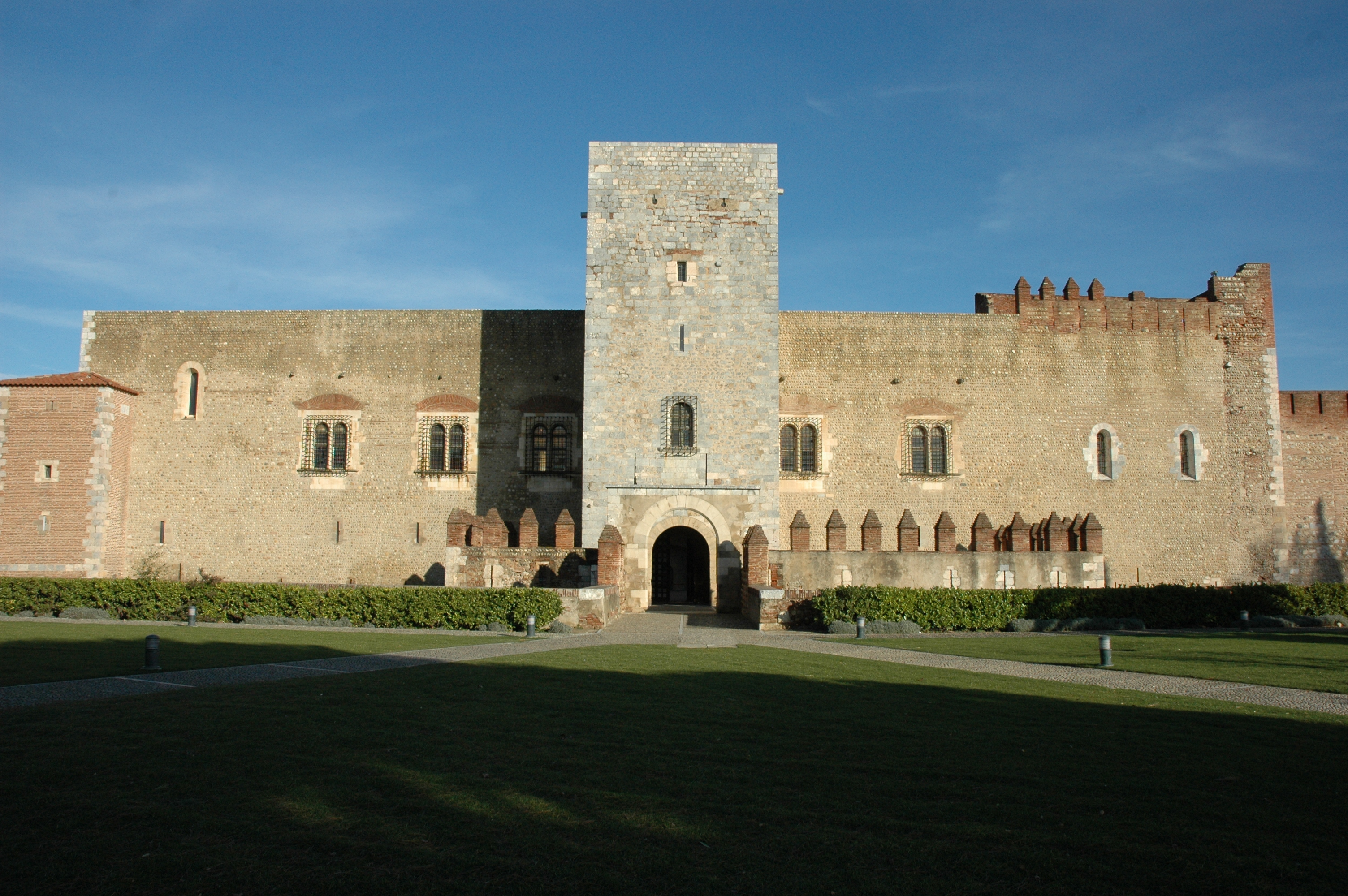
Façana occidental del Palau dels Reis de Mallorca, amb la torre mestra

### Alta Cerdanya
- Ciutadella de Montlluís.
- Torre de Querol, actualment en ruïnes.
- Torre Cerdana, actualment en ruïnes.

### Conflent
- Castell de Marqueixanes.
- Castell de Vernet.
- Fort Libèria i la vila fortificada de Vilafranca de Conflent.

### Rosselló

#### Castells existents
- Torre de l'Alexis, del Castell dels Vescomtes d'Illa.
- Mota de la Vila Vella de Banyuls.
- Castell de Bellpuig.
- Castell de Bulaternera.
- Castell de Caladroer.
- Castell de Calce.
- Castell de Calmella.
- Castell de Cameles.
- Castell de Canet.
- Castell de Casesnoves.
- Castell i Torre de Castellnou.
- Castell del Catllar.
- Castell de Corbera.
- Castell de Cornellà del Bercol.
- Castell Reial de Cotlliure.
- Castell de les Fonts.
- Castell de Millars.
- Castell de Montbran.
- Castell de Montesquiu d'Albera.
- Castell de Montoriol d'Amunt.
- Castell d'Òpol.
- Castell d'Ortafà.
- Castell de Perellós.
- Castell de Pujols.
- Castell de Palau del Vidre.
- Castell de Paretstortes.
- Castellet de Perpinyà.
- Castell de Pià.
- Castell de Pollestres.
- Castell de Pontellà.
- Castell de Pujols.
- Castell del Reart.
- Palau dels Reis de Mallorca a Perpinyà.
- Castell de la Roca de l'Albera.
- Castell reial de Salses.
- Castell vell de Salses.
- Castell de Salses.
- Castell de Santa Maria la Mar.
- Castell de Sant Feliu d'Avall.
- Mota de Sant Feliu d'Avall.
- Torre o Castell de Sant Cristau.
- Castell de Sant Elm
- Castell de Sant Hipòlit de la Salanca.
- Castell de Sant Marçal.
- Castell de Sant Nazari.
- Castell del Soler.
- Castell de Sureda.
- Castell de Talteüll.
- Castell de Tatzó d'Amunt.
- Castell de Tatzó d'Avall.
- Castell d'Ultrera.
- Castell de Vilaclara.

#### Forts i bateries d'època moderna
- Bateria de Tallaferro
- Fort Carrat i Fort Rodon
- Fort ''Dugommier'' de Cotlliure
- Fort Mirador de Cotlliure

#### Torres
- Torre de Batera
- Far de Cotlliure
- Torre del Fanal
- Torre del Far
- Torre de la Maçana
- Torre de Madaloc
- Torre del Puig de Miravent
- La Torreta

#### Viles i pobles amb recinte fortificat
- Vila fortificada d'Argelers.
- Vila fortificada de Banyuls dels Aspres.
- Vila fortificada de Baó.
- Vila fortificada de la Bastida.
- Vila fortificada de Bulaternera.
- Vila fortificada de Castellnou.
- Vila fortificada de Corbera.
- Vila fortificada de Cornellà de la Ribera.
- Vila fortificada de Cotlliure.
- Recinte fortificat de Forques.
- Vila fortificada d'Illa.
- Recinte fortificat de Llupià.
- Vila fortificada de Millars.
- Recinte fortificat de Palau del Vidre.
- Recinte fortificat de Paçà.
- Recinte fortificat de Pollestres.
- Recinte fortificat de Pontellà.
- Recinte fortificat de Reglella.
- Vila fortificada de la Roca de l'Albera.
- Vila fortificada de Sant Feliu d'Amunt.
- Vila fortificada de Sant Feliu d'Avall.
- Castell de Sant Hipòlit de la Salanca.
- Vila fortificada de Sant Marçal.
- Vila fortificada de Sureda.
- Vila fortificada de Trasserra.
- Recinte fortificat de Trullars.
- Vila fortificada de Tuïr.

#### Castells desapareguts
- Avalrí.
- Castell de Brullà.
- Castell de Clairà.
- Torre de Darnac
- Força de la Geràrdia.
- Mota de Juegues.
- Cellera de Leucata.
- Castell de Llauró.
- Castell de Malpàs.
- Mota de Mossellons.
- Palol d'Avall.
- Castellàs de Peralada.
- Torre del Roc de Mallorca.
- Castell de Sant Cebrià.
- Castell de Sant Llorenç de la Salanca.
- Castell de Tesà.
- Castell de la Torre d'Elna.
- Castell de Torrelles.
- Mota de Vila Muntà.
- Vilarnau.

### Vallespir
- Fort Laguarda de Prats de Molló.

## Andorra

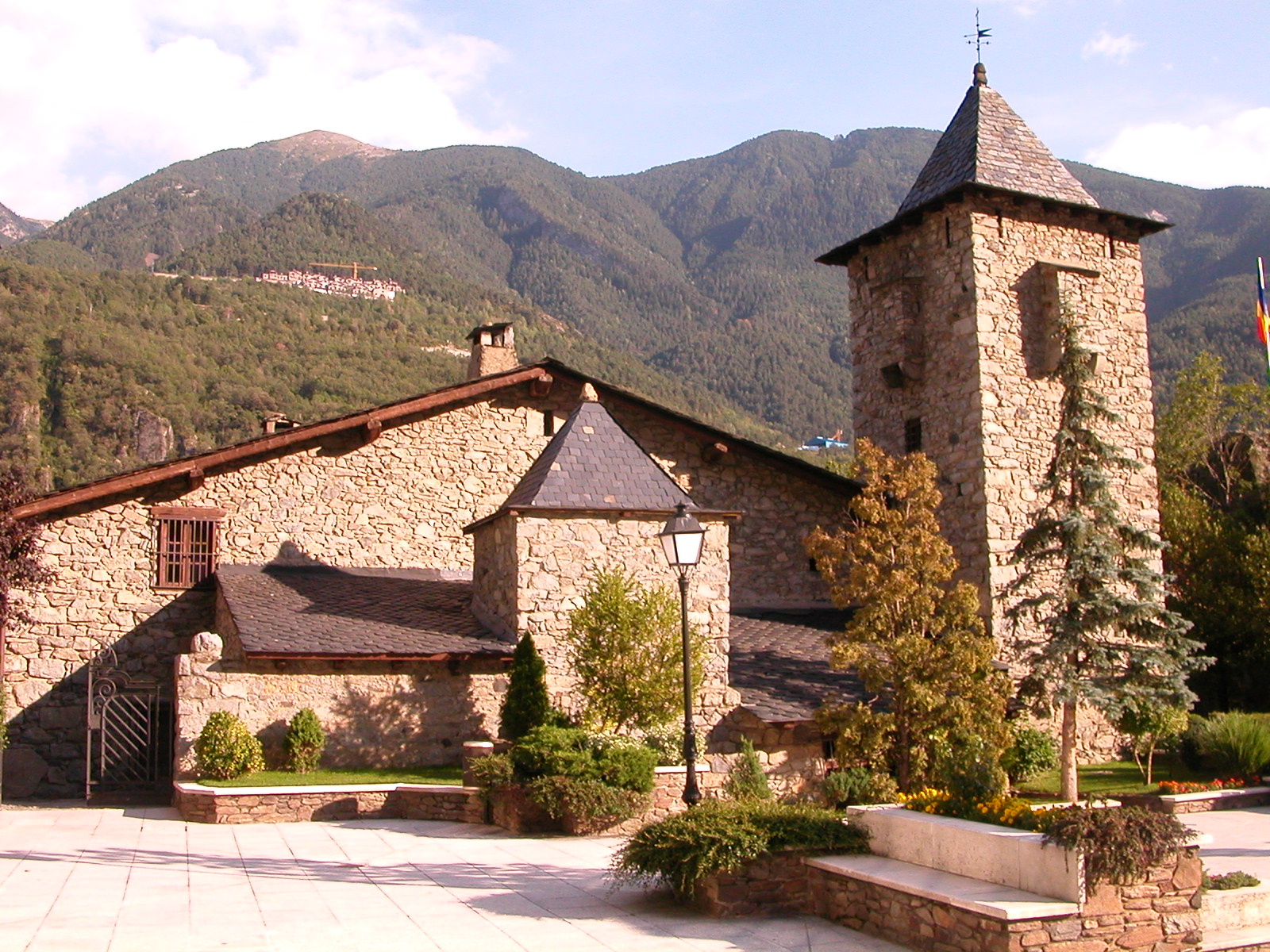
Casa de la Vall, a Andorra la Vella

- Casa de la Vall a Andorra la Vella.
- Sant Vicenç de Montclar, damunt Santa Coloma d'Andorra.[1]

## Principat deCatalunya

### Girona
Alt Empordà

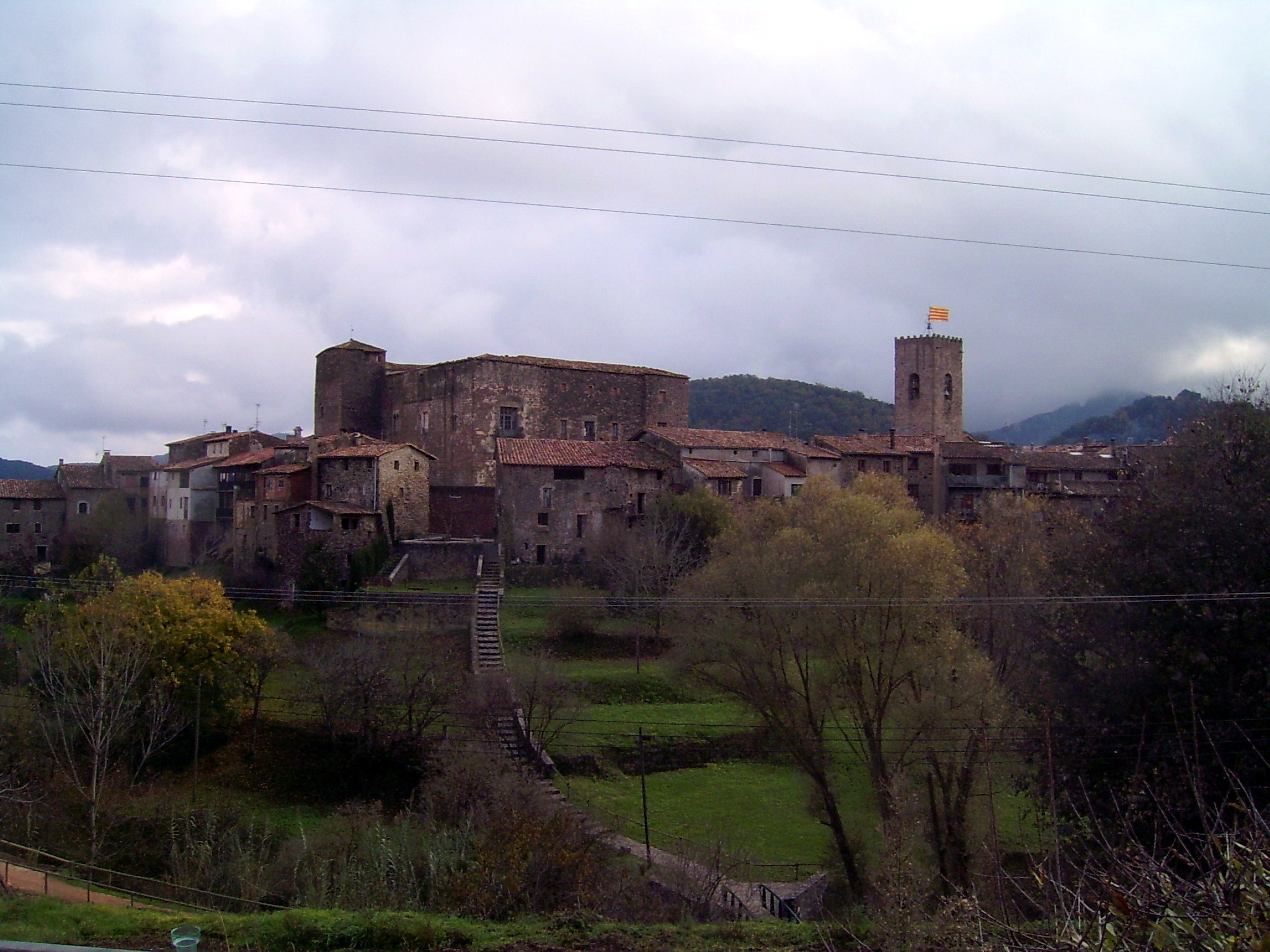
El Castell de Santa Pau, a la Garrotxa

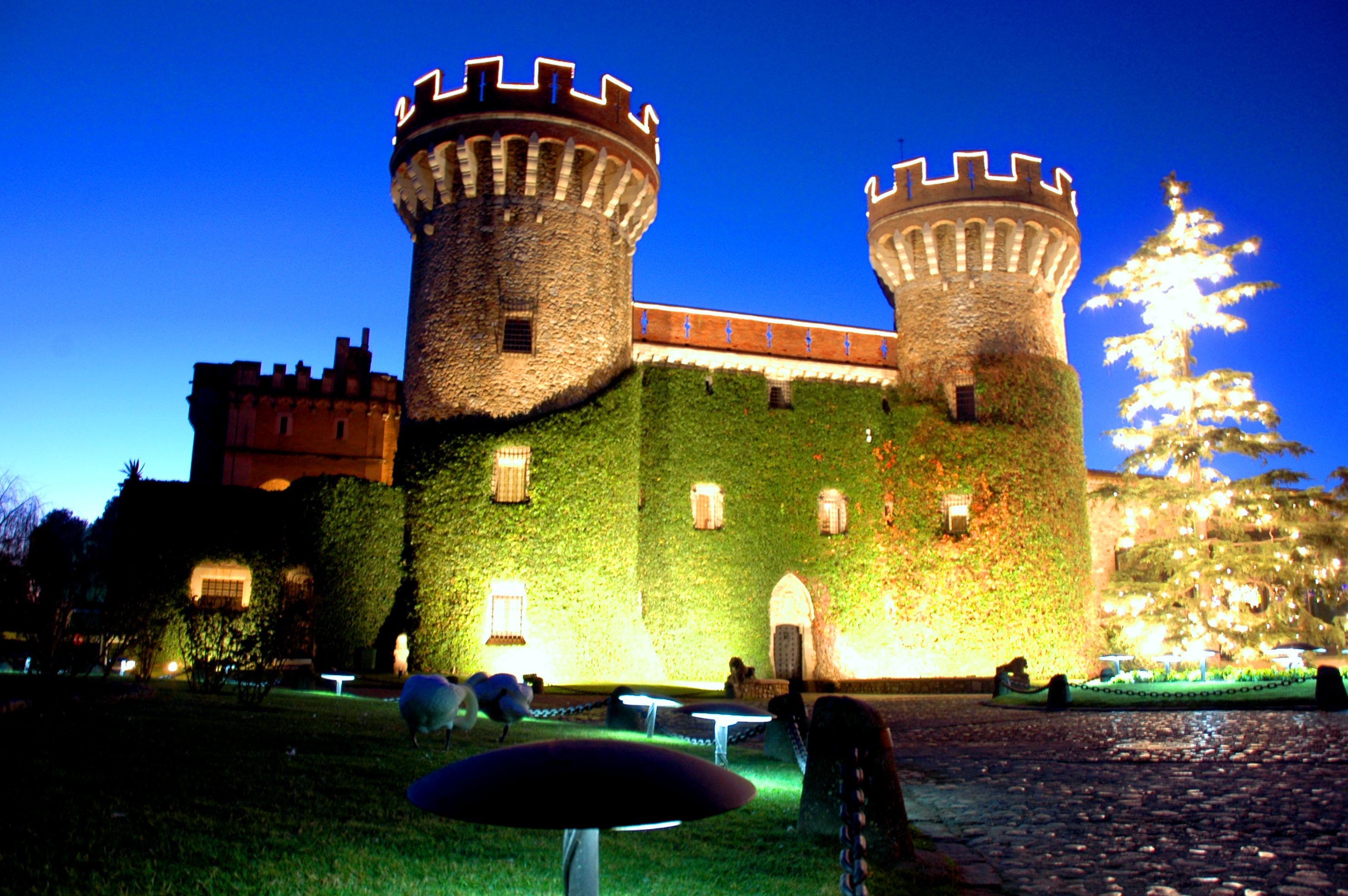
Castell de Peralada, Alt Empordà

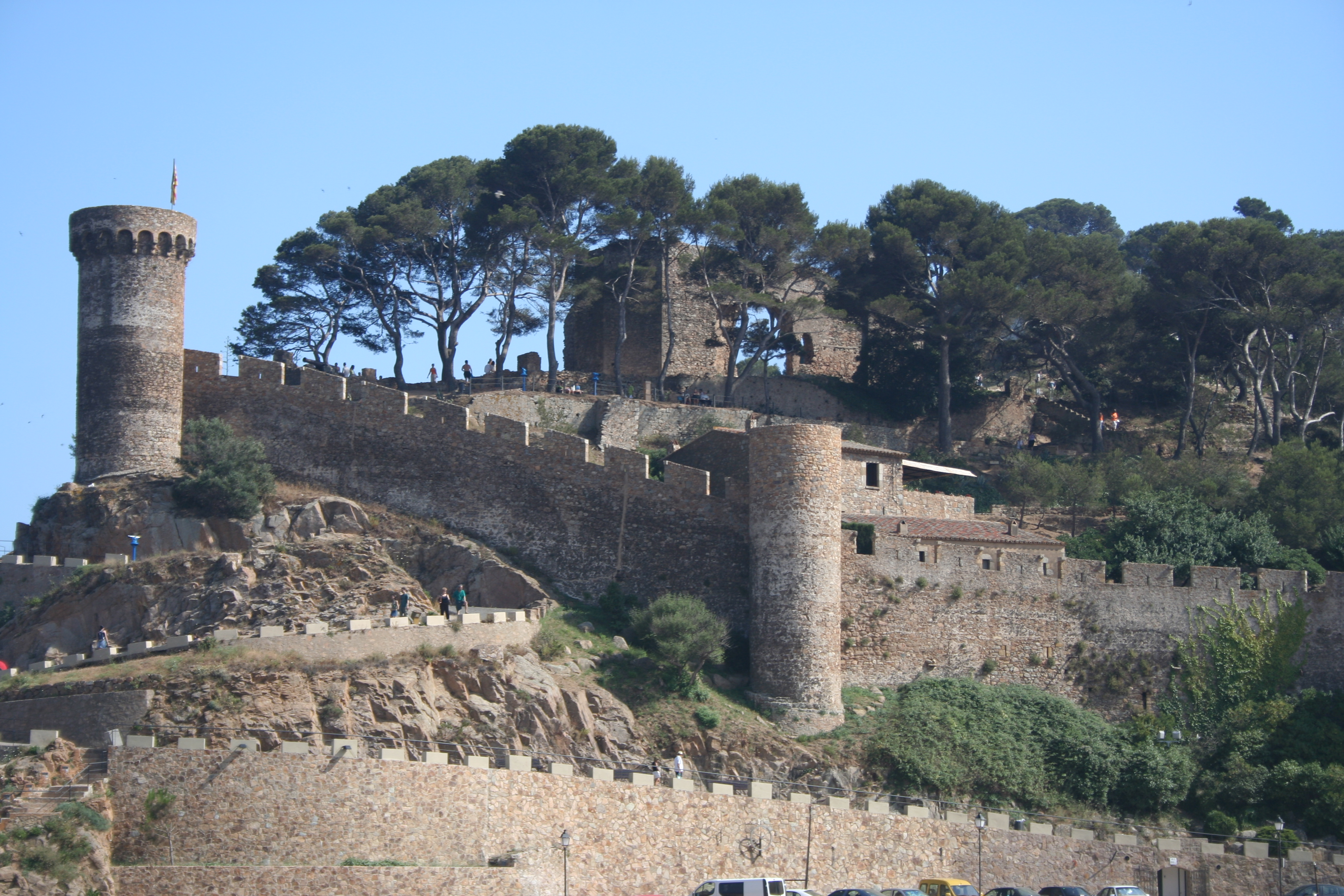
Castell de Tossa de Mar, Selva

- Castell d'Arenys o d'en Sistet, restaurat i de propietat privada.
- Castell de Bufalaranya actualment en ruïnes.
- Castell de Cabrera
- Castell d'Espolla.
- Castell de Peralada.
- Castell de Quermançó, actualment en ruïnes.
- Castell de Querroig, actualment en ruïnes.
- Castell de Requesens.
- Castell de Rocabertí actualment en ruïnes.
- Castell de Sant Ferran a Figueres.
- Castell de la Trinitat a Roses.
- Castell de Verdera.
- Castell de Vilarig.
- Castrum visigòtic del puig Rom a Roses, en ruïnes però visitable.
- Ciutadella de Roses, en ruïnes però visitable.

Baix Empordà
- Castell d'Albons.
- Castell de la Bisbal.
- Castell de Bellcaire.
- Castell de Benedormiens.
- Castell de Calonge.
- Castell d'Esclanyà.
- Castell de Finestres.
- Castell de Foixà.
- Castell del Montgrí.
- Castell de Palau-sator.
- Castell de Púbol.
- Castell de Rupià.
- Castell de Sant Esteve de Mar, actualment en ruïnes.
- Castell de Solius, actualment en ruïnes.
- Castell de la Tallada actualment en ruïnes.
- Castell de Verges actualment en ruïnes.
- Castell de Vulpellac actualment en ruïnes.

Garrotxa
- Castell de Montagut.
- Castell de Santa Pau.

Gironès
- Castell de Cervià de Ter actualment en ruïnes.
- Castell de Llagostera actualment en ruïnes.
- Castell de Montagut actualment en ruïnes.
- Castell de Montjuïc de Girona actualment en ruïnes.
- Castell de Palol d'Onyar.
- Palau Castell de Sacosta.

Pla de l'Estany
- Castell de Palol de Revardit.

Selva
- Castell d'Anglès, actualment desaparegut (en resta sols part de la muralla).
- Castell d'Argimon.
- Castell de Brunyola.
- Castell de Caldes de Malavella.
- Castell de Farners.
- Castell d'Hostalric.
- Castell de Montsoriu actualment en restauració.
- Castell de Sant Joan de Blanes.
- Castell de Sant Joan de Lloret de Mar.
- Castell de Torcafeló.
- Castell de Tossa de Mar.
- Castell de Vilobí.

Ripollès
- Castell de Mataplana actualment en ruïnes.
- Castell de Rocabruna.

### Catalunya Central
Anoia
- Castell d'Argençola.
- Castell de Boixadors.
- Castell de Claramunt.
- Castell de Jorba.
- Castell de Miralles (Anoia)
- Castell d'Òdena.
- Castell d'Orpí.
- Castell de Piera.
- Castell de Montbui.
- Castell de la Torre de Claramunt.
- Castell de Tous.
- Torre Bassols.

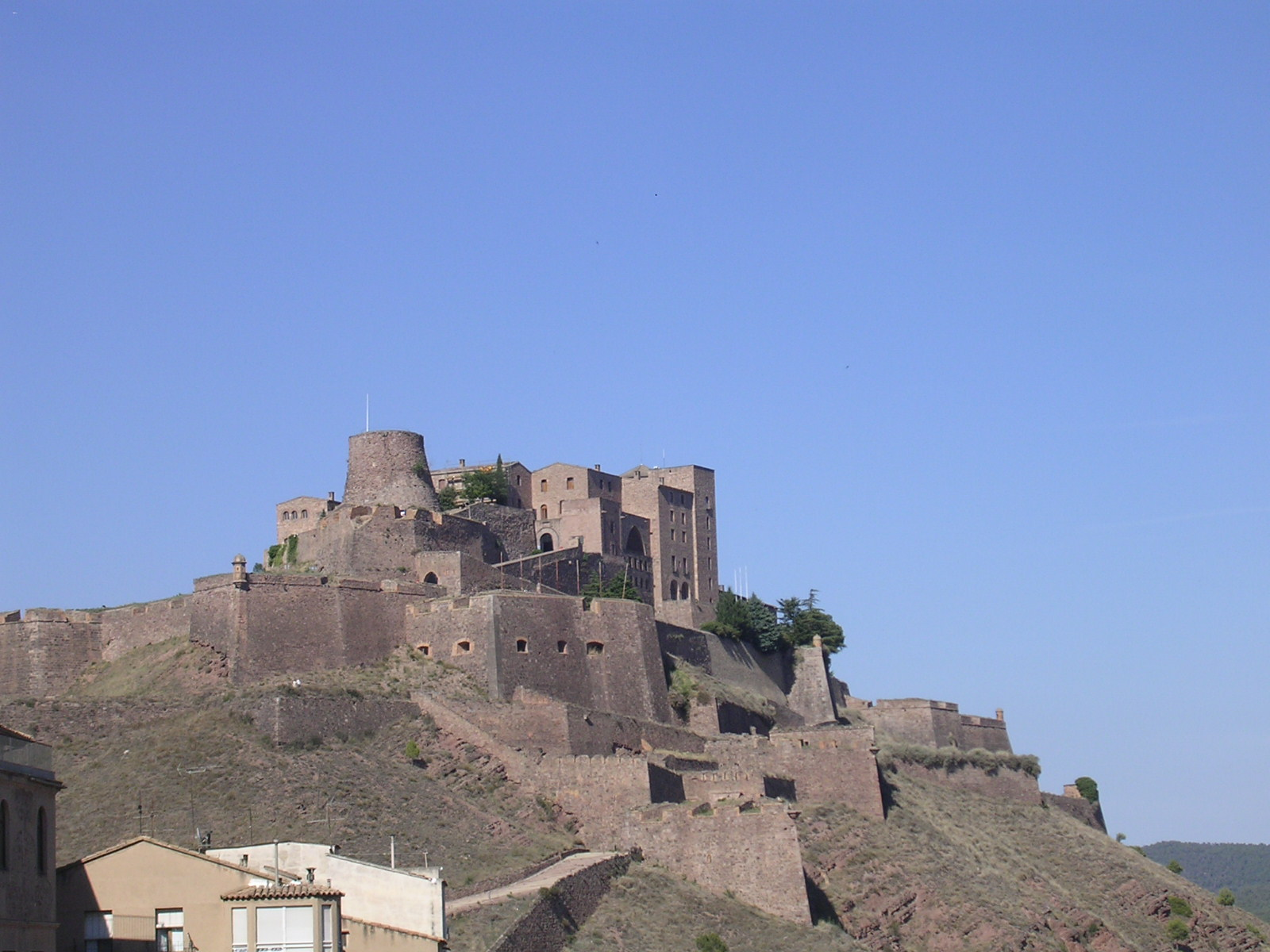
Castell de Cardona, al Bages

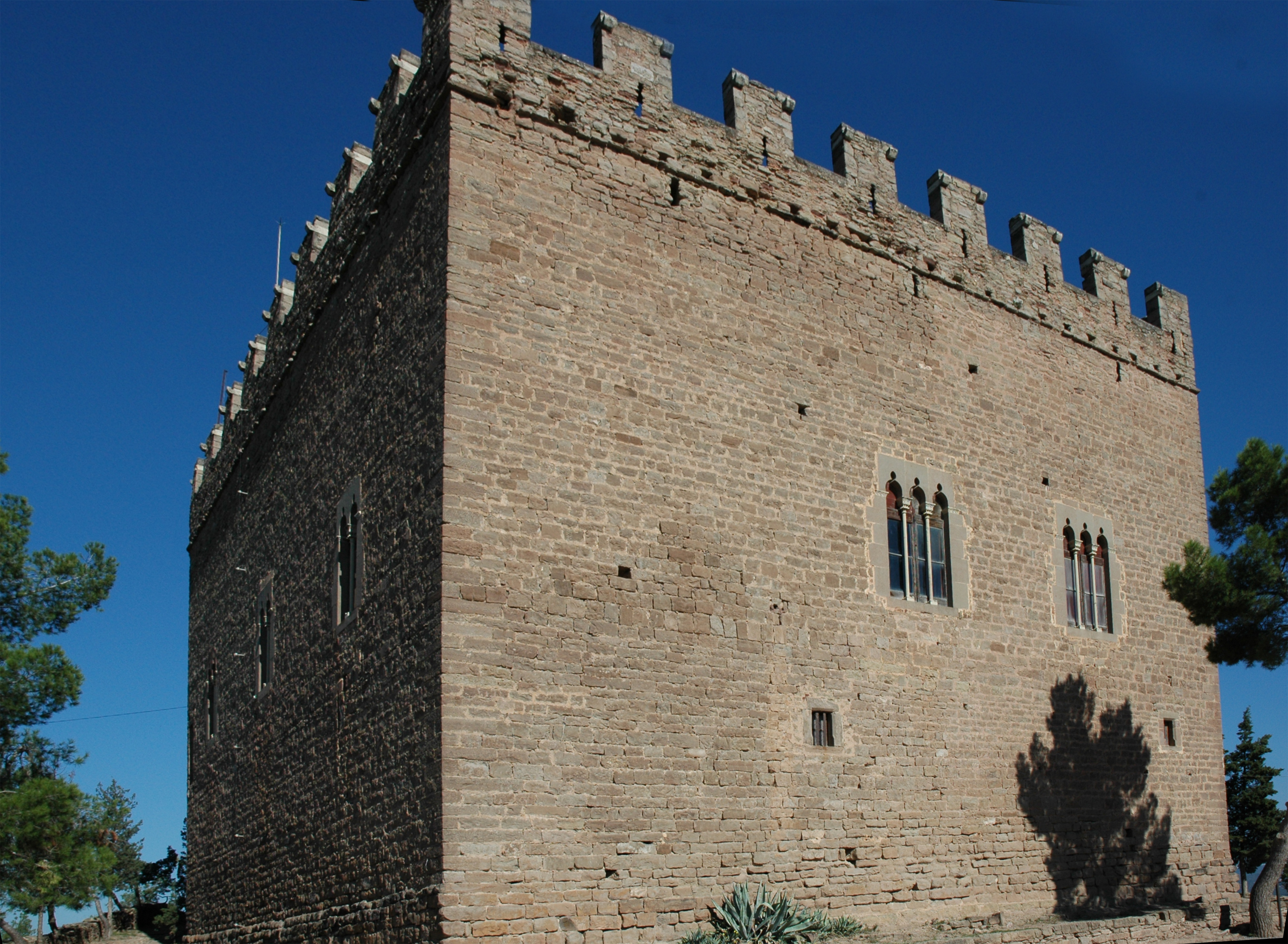
Castell de Balsareny, al Bages

- Torre de la Manresana als Prats de Rei.

Bages
- Castell d'Aguilar de Segarra actualment en ruïnes.
- Castell de Balsareny.
- Castell de Callús actualment en ruïnes.
- Castell de Cardona.
- Castell de Castellar al Bages.
- Castell de Castellet (Sant Vicenç de Castellet)
- Castell de Castellfollit del Boix al Bages actualment en ruïnes.
- Castell de Castellgalí al Bages actualment en ruïnes.
- Castell de Castellbell al Bages actualment en ruïnes.
- Castell de Castelltallat (Sant Mateu de Bages)
- Castell de Coaner
- Castell de Gaià
- Castell Marro al Bages actualment desaparegut.
- Castell de Rajadell al Bages.
- Castell de Rocafort al Bages actualment en ruïnes.
- Castell de Sallent al Bages actualment en ruïnes.
- Castell de Súria al Bages.
- Castell de Talamanca al Bages actualment reconstruït no fidelment.
- Les Torres de Fals
- Restes de la fortalesa al Puigterrà

Berguedà
- Castell Berguedà.
- Castell de Blancafort.
- Castell de Casserres (Berguedà).
- Castell d'Espinalbet.
- Castell de Fígols.
- Castell de Gironella.
- Castell de Gósol, actualment en ruïnes.
- Castell de la Grallera.
- Castell de Guardiola.
- Castell de l'Espunyola al Berguedà.
- Castell de Lillet.
- Castell de Merlès.
- Castell de Merola.
- Castell de Montclar.[2]
- Castell de Peguera.
- Castell de la Pobla de Lillet.
- Castell de la Portella.
- Castell de Puig-reig.
- Castell de Puigarbessós.
- Castell de Querol (Montmajor).
- Castell de Terçà.
- Castell de Roset.
- Castell de Saldes.
- Castell de Sant Ferran (Berga).
- Castellot de Viver.
- Torre de Ginebret.

Moianès

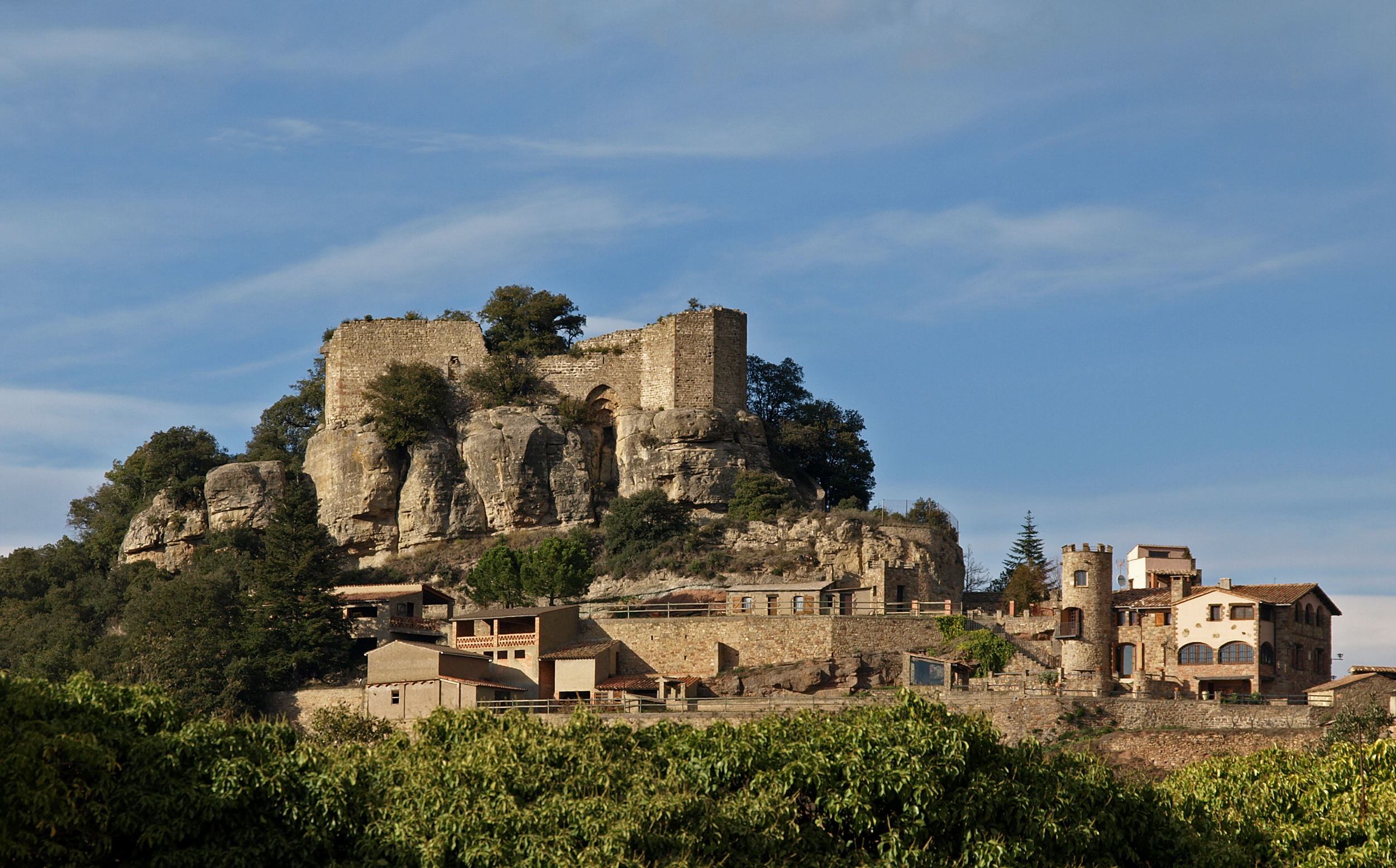
Castell de Granera, al Vallès Oriental

- Castell de Calders, actualment en ruïnes.
- Castell de Castellcir.
- Castell de Clarà, a Moià.
- Castell de Granera.
- Castell de Sant Miquel, a Castellterçol.
- La Torrassa dels Moros, a Castellcir.

Osona
- Castell de Cabrera, actualment en ruïnes, quasi desaparegut.
- Castell d'Espinzella.
- Castell de Lluçà.
- Castell de Montesquiu.
- Castell d'Olost.
- Castell d'Orís, actualment en ruïnes.
- Castell de Perafita.
- Castell del Quer.
- Castell de Taradell, actualment en ruïnes.
- Castell de Tona.
- Castell de Vilar.
- Torre Morgadès.
- Castell de Centelles, actualment en restauració.

Solsonès
- Castell de Besora al municipi de Navès.
- Castell de Navès al municipi de Navès.
- Castell de Cambrils a l'entitat de població de Cambrils, a Odèn.
- Castellvell al municipi d'Olius.
- Castell d'Enfesta al municipi de la Molsosa.
- Castell d'Isanta al municipi de Lladurs.
- Castell de la Pedra al municipi de la Coma i la Pedra.
- Castell de Lladurs al municipi de Lladurs.
- Castell de Madrona al municipi de Pinell de Solsonès.
- Castell de Sant Climenç, al municipi de Pinell de Solsonès.
- Castell de Sallent al municipi de Pinell de Solsonès.
- Castell de Terrassola al municipi de Lladurs.
- Castell de Riner al municipi de Riner.
- Castell de Llobera al municipi de Llobera
- Torre de Peracamps al municipi de Llobera
- Castell d'Ardèvol al municipi d'Ardèvol
- Castell d'Odèn al municipi d'Odèn.
- Castell de Clariana de Cardener al municipi de Clariana de Cardener.

### Àmbit Metropolità de Barcelona
Baix Llobregat

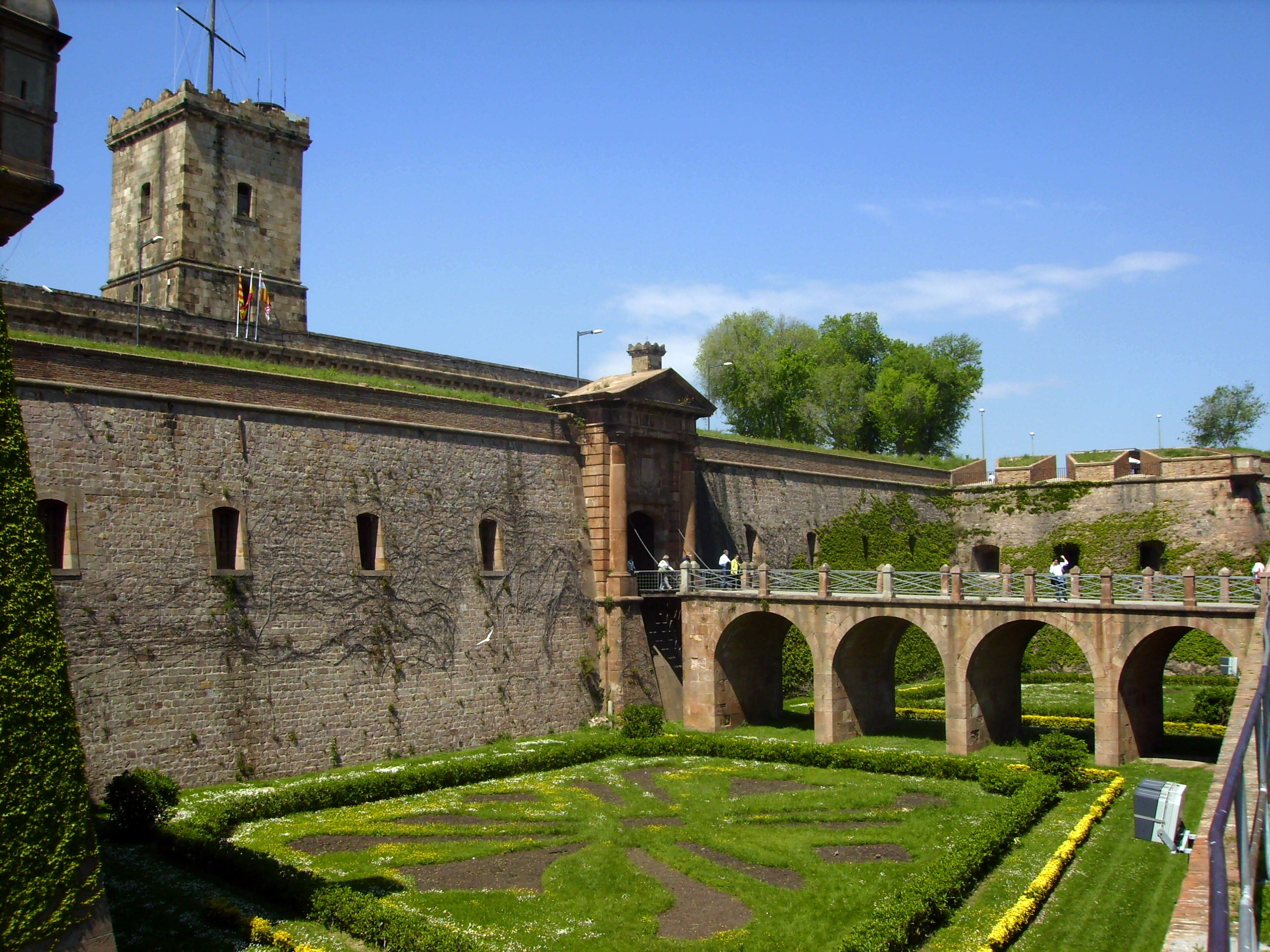
Castell de Montjuïc, a Barcelona

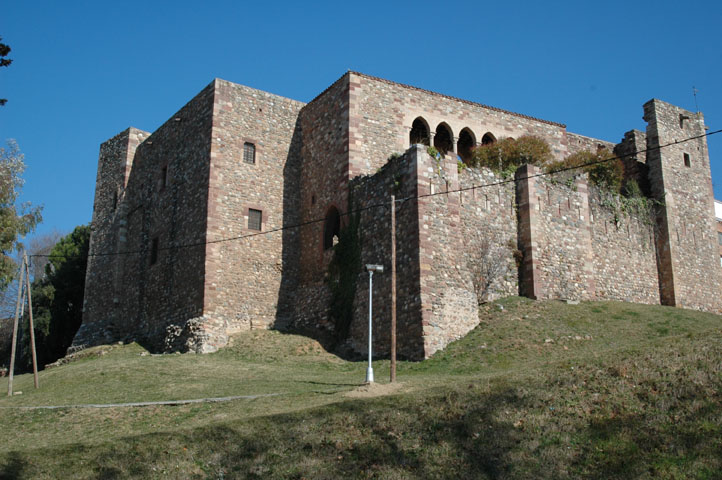
Castell Cartoixa de Vallparadís, a Terrassa

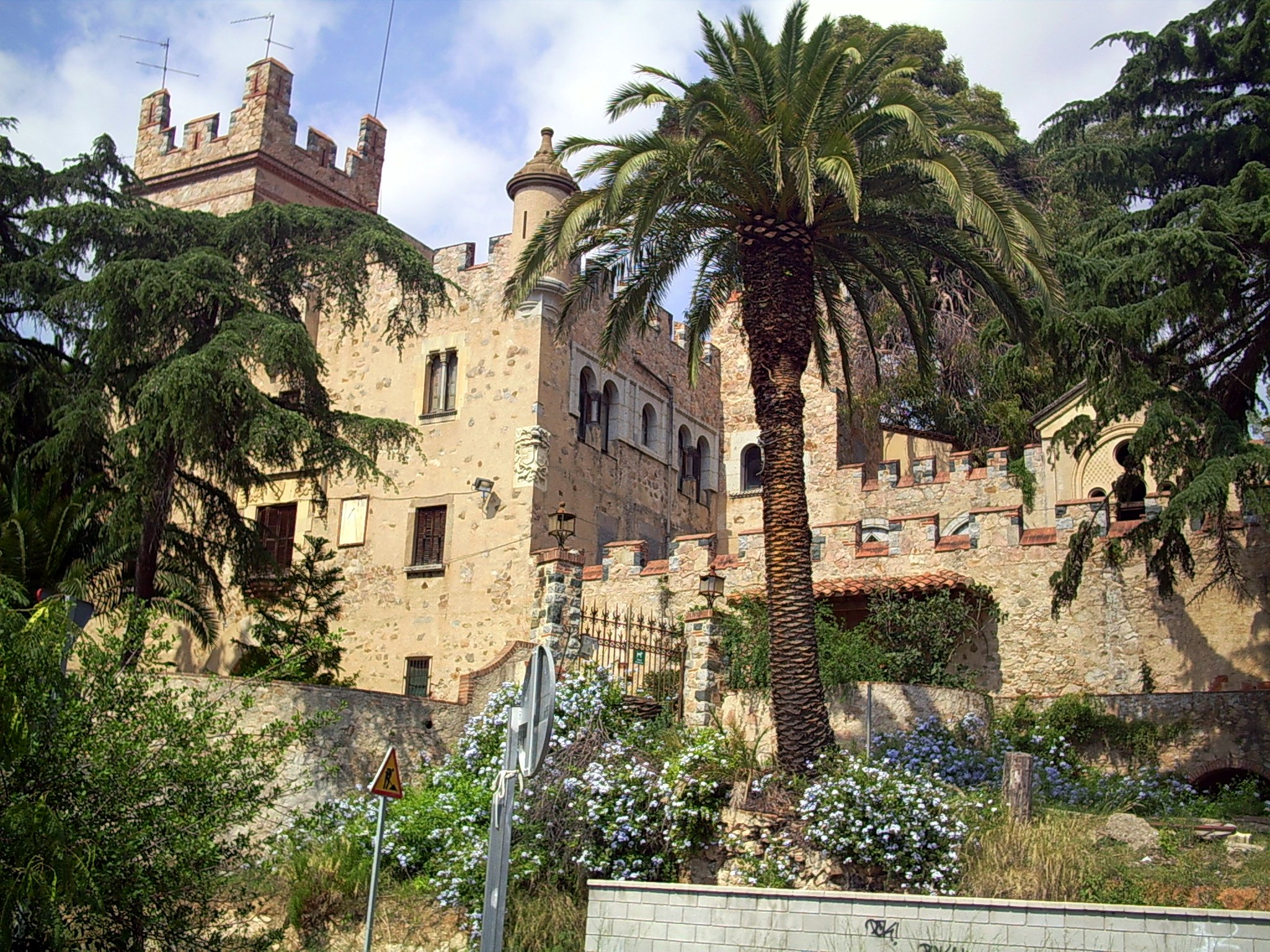
Castell de Can Jaumar, a Cabrils, Maresme

- Castellciuró actualment en ruïnes.
- Castell de Fels.
- Castell de Cervelló actualment en ruïnes.
- Castell de Corbera de Llobregat.
- Castell de Cornellà.
- Castell d'Eramprunyà actualment en ruïnes.
- Castell de Pallejà.
- Castell del Papiol.
- Castell de Rocafort (Sant Genís de Rocafort) actualment en ruïnes.
- Castell de Torre Salvana.
- Torre del Baró de Viladecans
- Torre Can Modolell de Viladecans.
- Torre Roja de Viladecans.

Barcelonès
- Castell del Camp de la Bota actualment desaparegut.
- Castell de Godmar a Badalona.
- Castell de Montjuic a Barcelona.
- Fortalesa de la Ciutadella a Barcelona actualment desapareguda.
- Fort Pius a Barcelona actualment desaparegut.
- Torre del Baró

Garraf
- Castell de Canyelles.
- Castell de la Geltrú.
- Castell d'Olivella.
- Castell de Ribes.

Maresme
- Castell de Burriac actualment en ruïnes.
- Castell de Can Jaumar.
- Castell de Dosrius actualment en ruïnes.
- Castell de Santa Florentina.
- Castell de Malgrat de Mar.
- Castell del Montalt actualment en ruïnes.
- Castell de Montpalau actualment en ruïnes.
- Castell de l'Oliver.
- Castell de Palafolls actualment en ruïnes.
- Castell de Vilassar, a Vilassar de Dalt.

Vallès Occidental
- Castellarnau a Sabadell
- Castell d'Arraona a Sabadell.
- Castell de Can Feu a Sabadell.
- Castell de Castellar del Vallès.
- Castell de Gallifa.

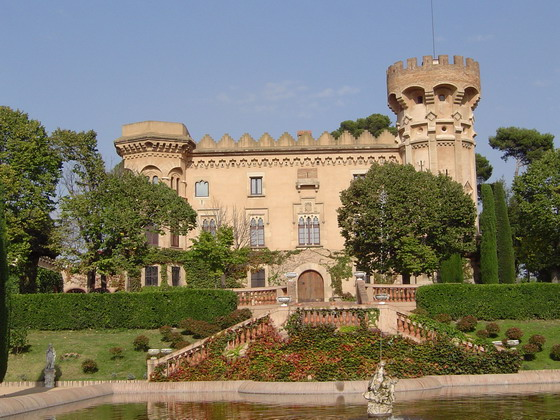
Castell de Sant Marçal, a Cerdanyola del Vallès, Vallès Occidental

- Castell de Mogoda a Santa Perpètua de Mogoda.
- Castell de Plegamans.
- Castell de Ribatallada a Sabadell.
- Castell de Rubí.
- Castell de Sant Marçal a Cerdanyola del Vallès.
- Castell de Sentmenat.
- Castell Cartoixa de Vallparadís a Terrassa.
- Torre Negra a prop de Sant Cugat.
- Torre del Palau a Terrassa.

Vallès Oriental

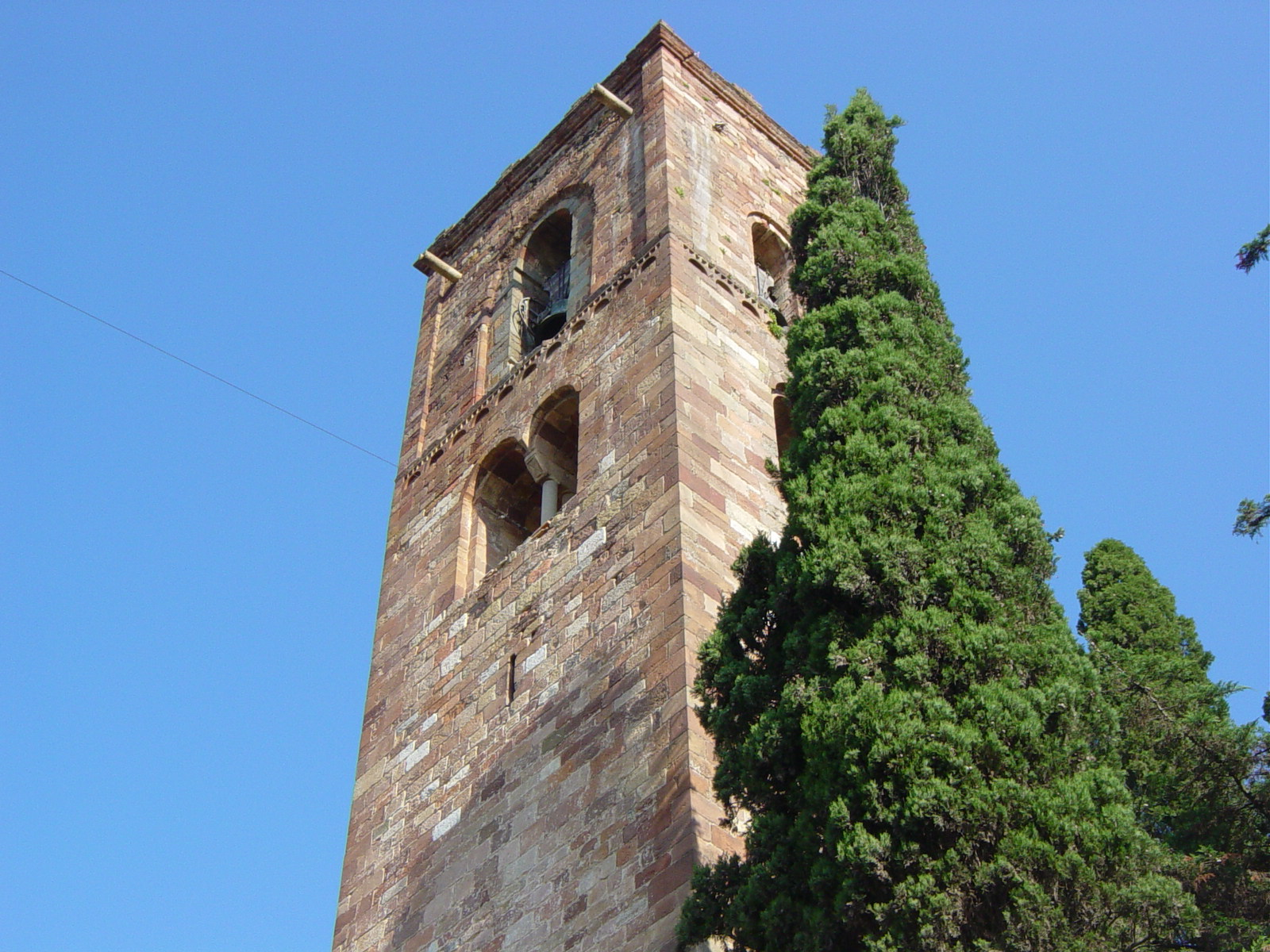
Castell de Vilamajor, a Sant Pere de Vilamajor, Vallès Oriental

- Castell de Bell-lloc (la Roca del Vallès).
- Castell de Bertí.
- Castell del Far (o castell vell de Llinars) actualment desaparegut.
- Castell de Montbui, actualment en ruïnes.
- Castell de Montclús, actualment en ruïnes.
- Castell de Montmany, actualment en ruïnes.
- Castell de Palaudàries
- Castell de la Roca del Vallès.
- Castell de Vilamajor.
- La Força de Vilamajor.
- Torre Roja de Vilamajor.

### Alt Pirineu
Alta Ribagorça
- Castell de Boí.
- Castell de Castilló de Tor.
- Castell de Curan.
- Castell d'Erillcastell.
- Castell de l'Estada.
- Castell de Lavaix.
- Castell i vilatge de Suert.
- Castell i vilatge de Vilba.
- Castell de Viu de Llevata.

Alt Urgell
- Castell de Ciutat.

Baixa Cerdanya
- Castell de Llívia actualment en ruïnes.
- Castell de Puigcerdà actualment desaparegut.
- Castell de Prullans.
- Castell de Sant Martí dels Castells.
- Castell de Bellver vestigis.
- Torre Bernat de So a Llívia.

Pallars Jussà

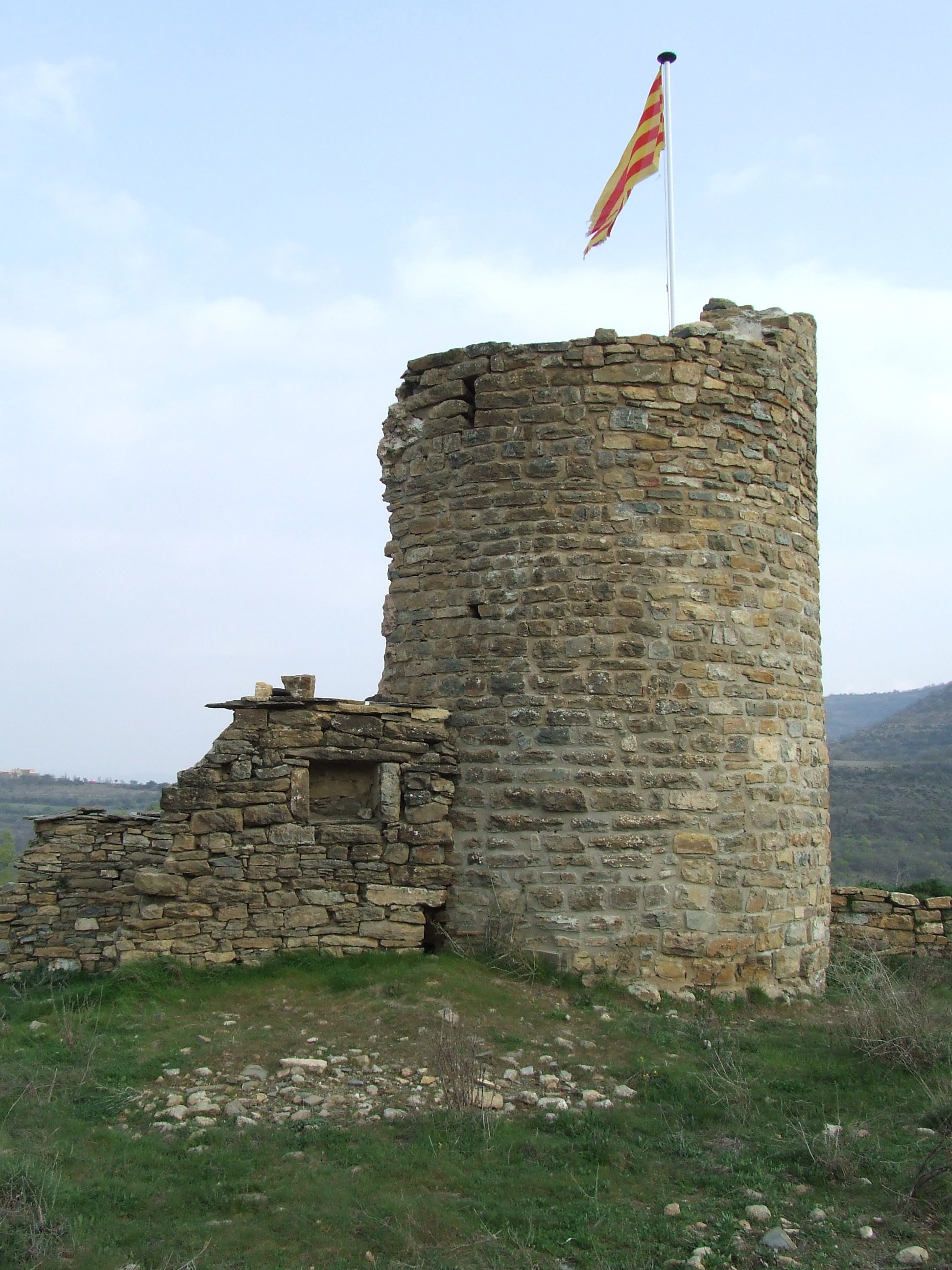
Torre Ginebrell, a Vilamolat de Mur, Pallars Jussà

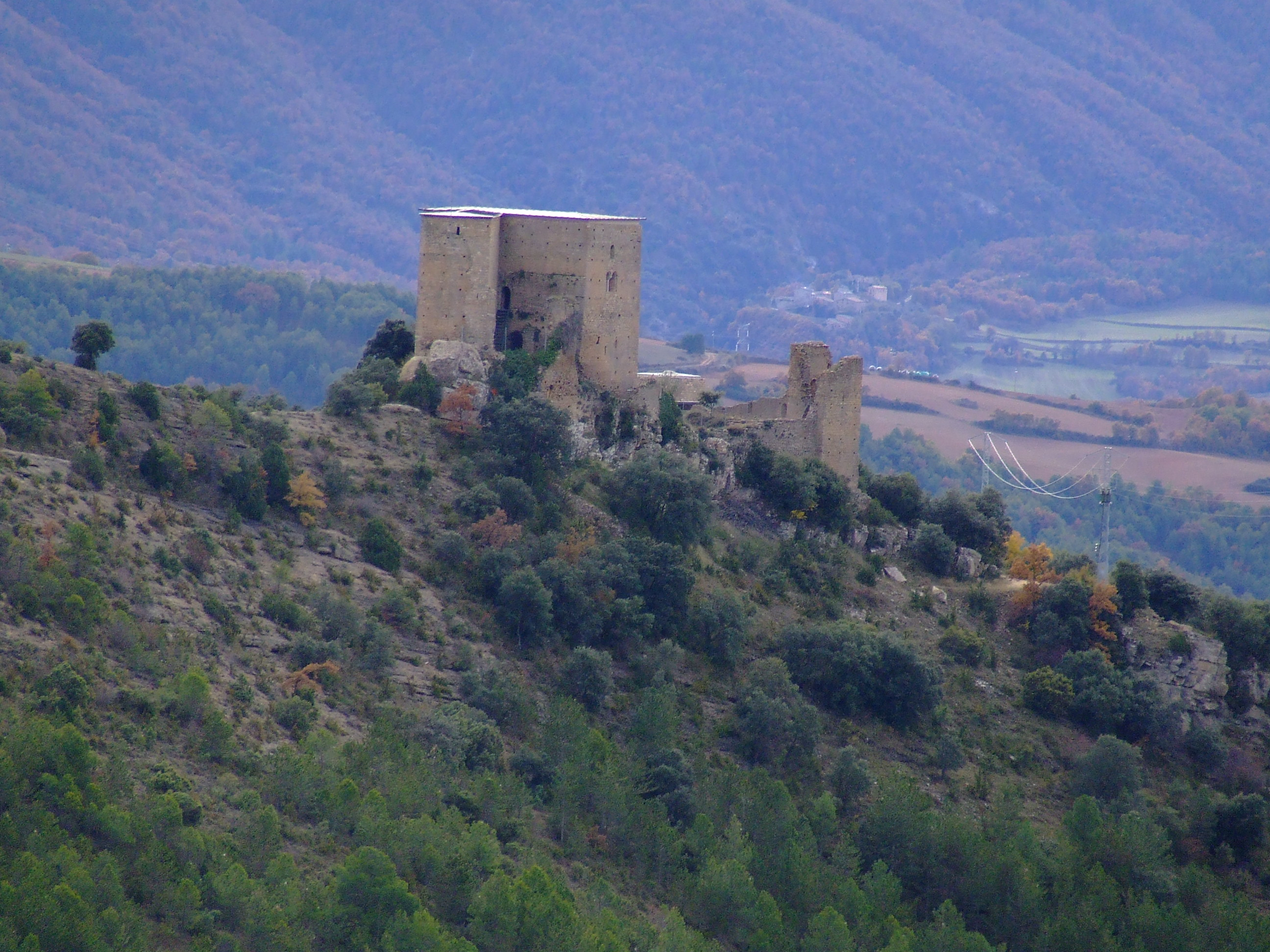
El castell de Llordà des del nord-oest, al Pallars Jussà

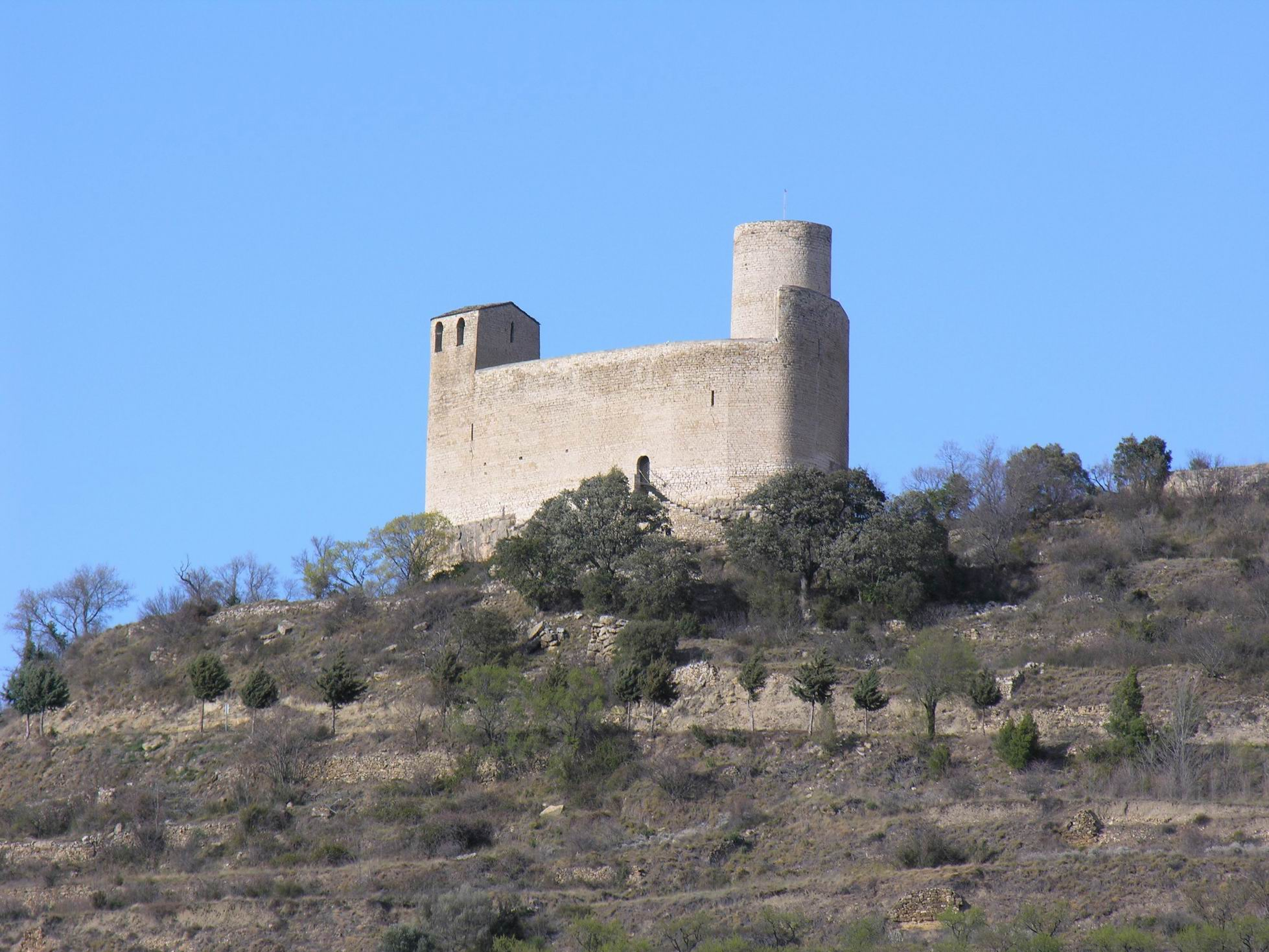
Castell de Mur, al Pallars Jussà

- Castell d'Abella, a Abella de la Conca, actualment en ruïnes.
- Torre d'Alsamora, en perfecte estat.
- La Torre d'Amargós, en bastant bon estat.
- Castre d'Antist i Torre del Carlà, en bastant bon estat.
- Castell d'Aramunt, actualment en ruïnes.
- Castell d'Arbull; en resta almenys la torre mestra.
- Castell de Basturs; en queden restes al poble vell de Basturs.
- Castell de Benavent de la Conca; en queden restes al poble homònim.
- Castell de Biscarri; en queden restes al poble vell de Biscarri.
- Castell de Bóixols, en queden vestigis.
- Castell de Castellgermà; en resten algunes ruïnes.
- Castell de Castelltallat; totalment en ruïnes.
- Castell de Castissent; totalment desaparegut, però recognoscible el seu emplaçament.
- Castell de Claramunt.
- Castell de Claret; se'n conserven algunes restes.
- Castell de Claverol.
- Castell de Conques; actualment en ruïnes.
- Castell d'Enrens; en queden vestigis.
- Castell d'Eroles; en queden molt poques restes.
- Castell d'Escarlà; en queden vestigis.
- Castell d'Espills.
- Castell d'Espluga de Serra.
- Torre d'Estorm.
- Castell de Faidella, en queden vestigis.
- Castell de Galliner; en queden algunes restes.
- Torre Gasol, al Castell de Mur.
- Torre Ginebrell, a Vilamolat de Mur; bastant ben conservada.
- Castell de Guàrdia; actualment en ruïnes.
- Castell de Gurp.
- Castell d'Hortoneda.
- Castell de Llimiana; actualment en ruïnes.
- Castell de Llordà; recentment reconstruït.
- Castell del Meüll.
- Castell de Miralles (Tremp).
- Casa forta de Miravet.
- Castell de Montesquiu.
- Castell de Montllobar.
- Castell de Montllor, o de l'Hostal Roig, o dels Moros
- Castellnou de Montsec.
- Muralles de Moror; en queden restes al poble d'aquest nom.
- Castell de Mur; recentment reconstruït.
- Castell d'Orcau; actualment en ruïnes.
- Castell d'Orrit; actualment en ruïnes.
- Torre de Perauba.
- Castell de Puigcercós.
- Puigfalconer.
- Castell de Santa Engràcia; en queden molt poques restes.
- Castell de Santa Eulàlia; prop d'Espills, però se'n desconeix l'emplaçament exacte.
- Sant Martí de les Tombetes.
- Castell de Sant Miquel de la Vall.
- Castell de Sant Romà d'Abella; en queden restes al poble del mateix nom.
- Castell de Sapeira; en queden molt poques restes.
- Castell de Sarroca de Bellera; en queden molt poques restes.
- Castell de Serradell; en queden només algunes filades de carreus.
- Castell i vila de Talarn; es conserven bastants restes del castell, fortificacions i vila medieval.
- Castell de Tendrui.
- Castellet de la Terreta.
- Castell de Toló; actualment en ruïnes.
- Castell de Toralla; se'n conserven restes.
- Muralles de Tremp; se'n conserven tres torres.
- Castell de Vilamitjana.

Pallars Sobirà
- La Força d'Alins; pràcticament del tot desaparegut.
- La Força d'Araós; se'n conserven poques restes.
- La Força d'Àreu; se'n conserven restes, entre les cases actuals.
- Castell d'Àrreu; se'n conserven restes.
- Castell de Bresca
- Torre del Colomer; se'n conserva la planta.
- Torre d'Escaló.
- Castellot d'Estaís; se'n conserven restes.
- Torre de la Presó de Gerri.
- Vila closa de Gerri.
- Torre de les Hores, de Son; es conserva en força bon estat.
- Castell de Llort; se'n conserven restes.
- Torre dels Moros; es conserva en molt bon estat.
- Castell de Peramea; quasi del tot desaparegut.
- Castell de Sort actualment en ruïnes.
- Força o Castell de Tor; en queden força restes.
- Colomar de la Torre de les Bruixes, a Alins, en molt bon estat.
- La Torreta d'Useu.
- Castell de València d'Àneu actualment en ruïnes.
- Castell de Bielsa, Queden tots els murs de l'antic recinte.

Vall d'Aran
- Castell d'Arties.
- Castell d'Era Castèra actualment en ruïnes.
- Castell de Les.
- Castell d'Unya.

### Terres de Ponent
Garrigues
- Castell d'Arbeca actualment en ruïnes.
- Castell de l'Espluga Calba.
- Castell de la Floresta.
- Castell de l'Albi.

Noguera

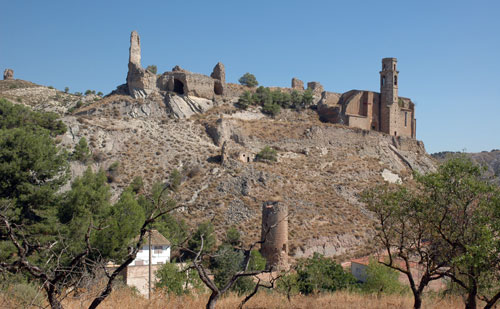
Castell de Castelló de Farfanya, a la Noguera

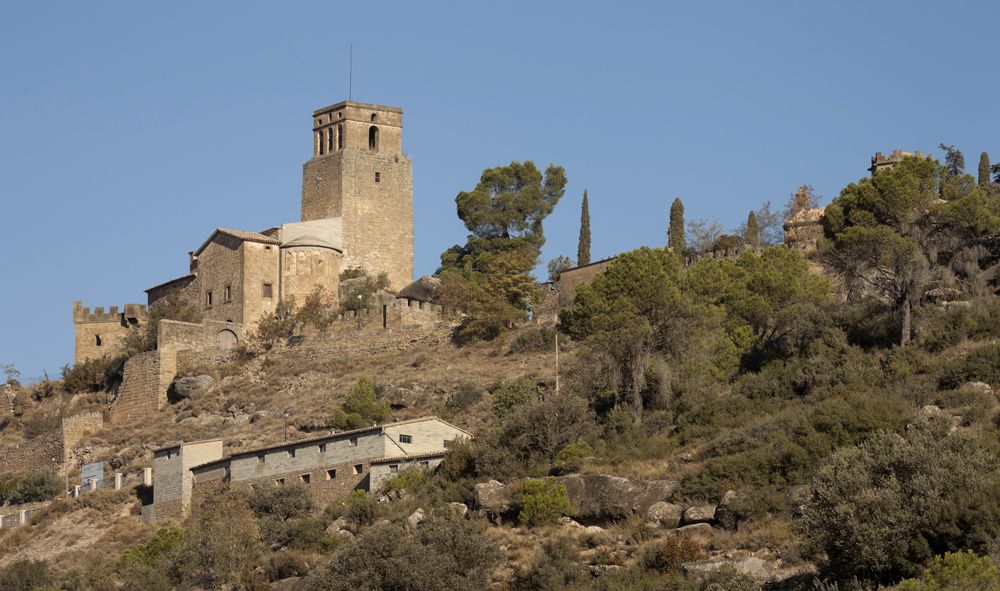
Castell de Ribelles, a la Noguera

- Castell d'Alòs a Alòs de Balaguer actualment en ruïnes.
- Castell de Camarasa actualment en ruïnes.
- Castell de Castelló de Farfanya (o Castell de Castelló) actualment en ruïnes.
- Castell Formós a Balaguer actualment en ruïnes.
- Castell de Meià a Vilanova de Meià actualment en ruïnes.
- Castell de Montmagastre actualment en ruïnes.
- Castell de Montsonís.
- Castell d'Orenga actualment en ruïnes.
- Castell d'Os a Os de Balaguer actualment en ruïnes.
- Castell de Pradell.
- Castell de Preixens.
- Castell de la Ràpita.
- Castell de Ribelles.
- Castell de Rubió a Rubió de Baix actualment en ruïnes.
- Castell de Sant Oïsme.
- Castell de Sant Llorenç

Pla d'Urgell
- Castell de Torregrossa.

Segarra

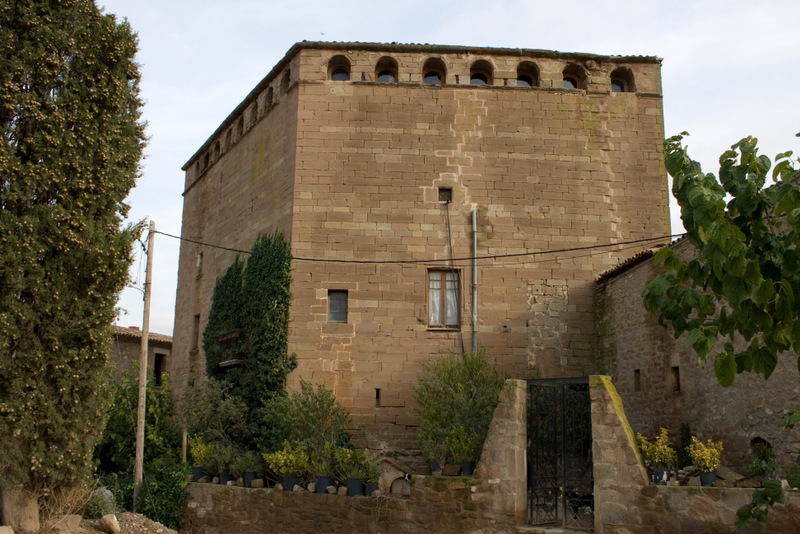
Castell de l'Aranyó, a la Segarra

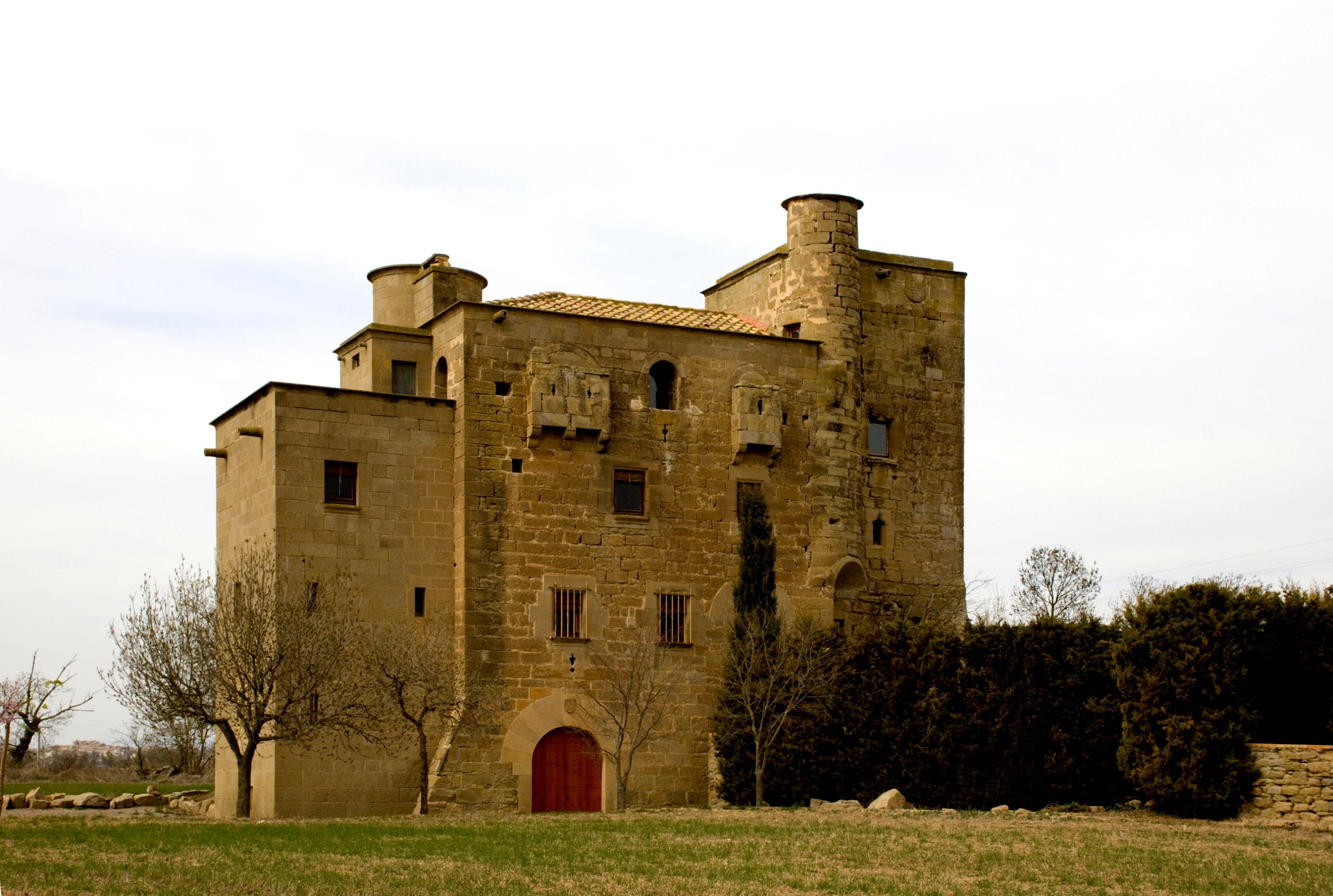
Castell de Ratera, a la Segarra

- Castell d'Alta-riba - Castell Sant Miquel, actualment en procés de reconstrucció.
- Castell de l'Aranyó.
- Castellmeià.
- Castell de Concabella.
- Castell de Fonolleres.
- Castell de Florejacs.
- Castell de Montcortès.
- Castell de la Manresana.
- Castell de Montfalcó (les Oluges).
- Castell de Morana.
- Castell d'Oluja Jussana.
- Castell de les Pallargues.
- Castell de Ratera.
- Castell de Sant Guim de la Plana.
- Castell de Sanaüja, actualment en ruïnes.
- Castell de Santa Fe, actualment en ruïnes.
- Castell de les Sitges.
- Castell de la Tallada.
- Torre d'Ivorra.

Segrià

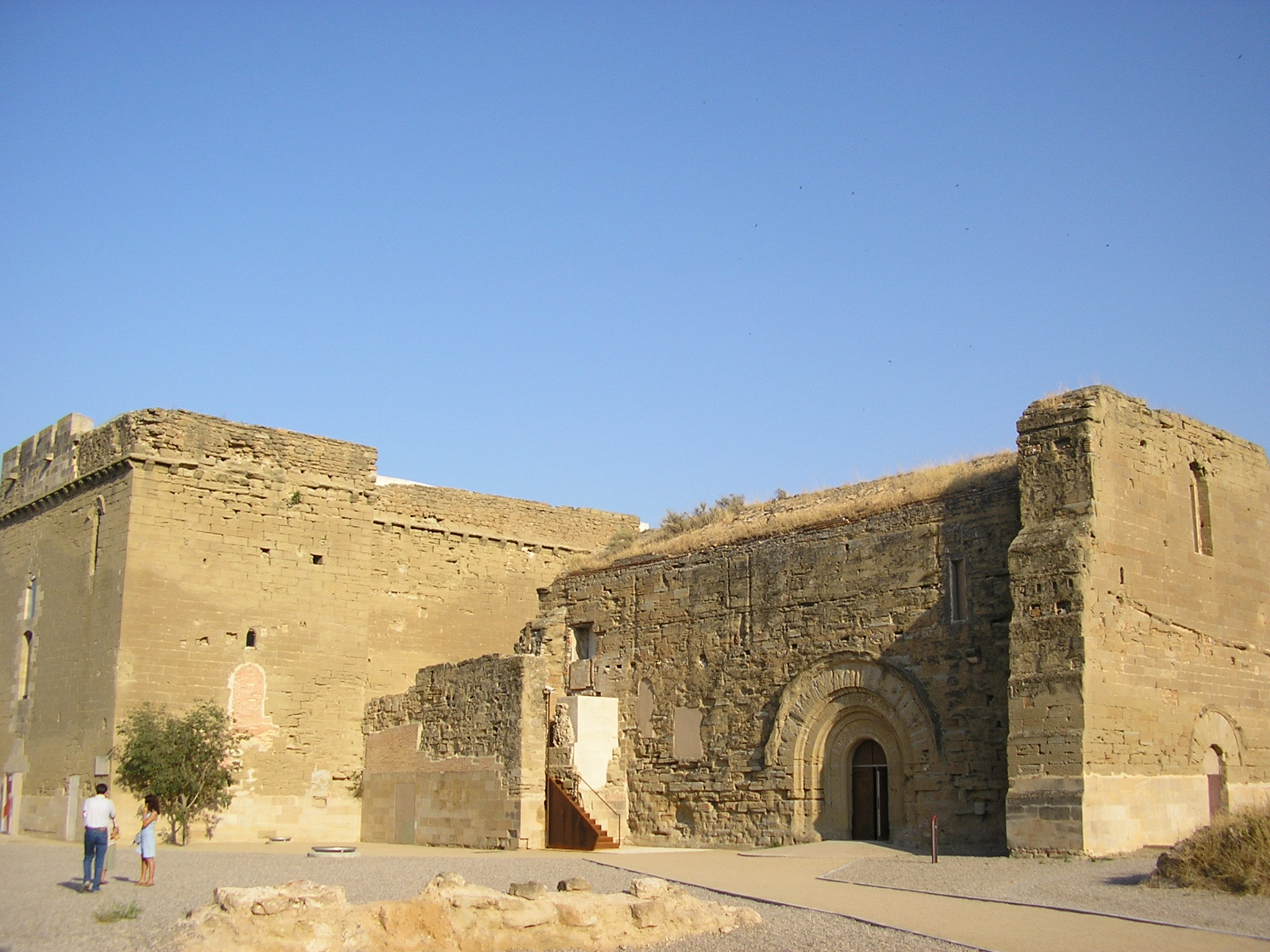
Castell de Gardeny, a Lleida

- Castell d'Albatàrrec (Castell dels Espolters).
- Castell de Gardeny a Lleida.
- Castell de la Suda de Lleida.
- Castell de Llardecans quasi del tot desaparegut.
- Castell de Sarroca actualment en ruïnes.

Urgell
- Castell de Castellnou d'Ossó.
- Castell de Ciutadilla.
- Castell de Montclar.

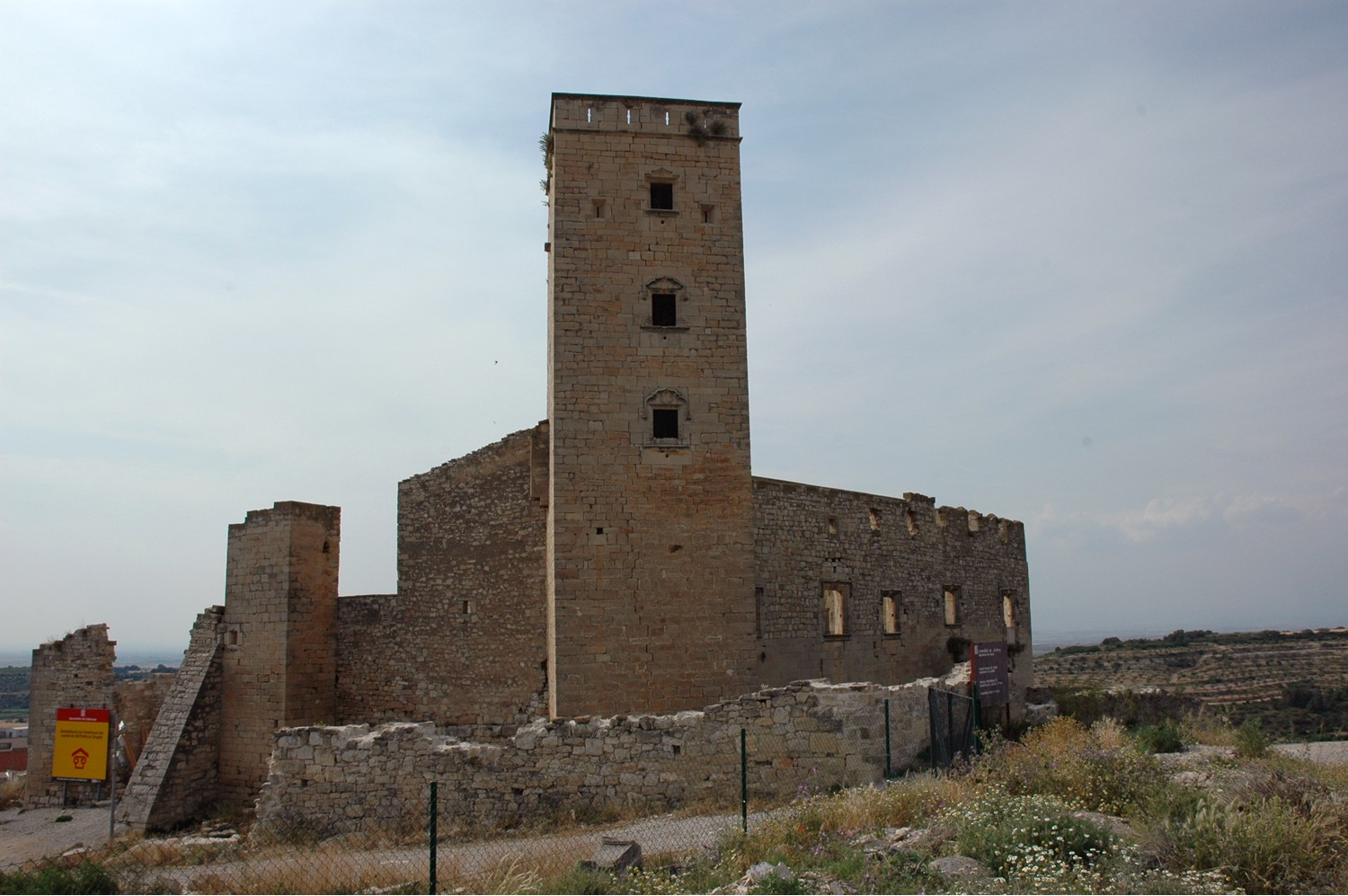
Castell de Ciutadilla, a l'Urgell

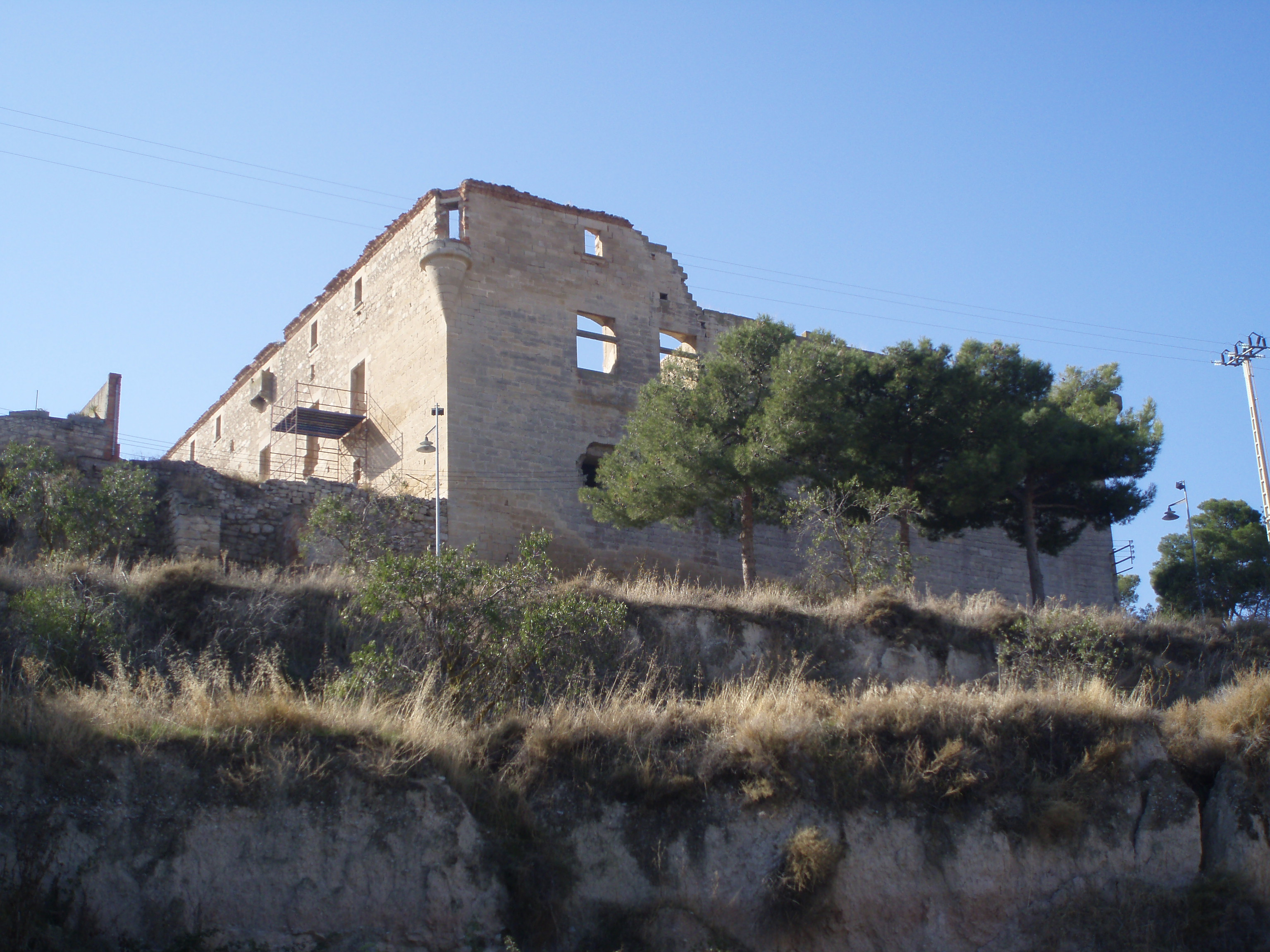
Castell de Maldà, a l'Urgell

- Castell de Tàrrega actualment en ruïnes.
- Castell de Maldà.
- Castell de Verdú.
- Torre de guaita del castell de Guimerà.
- Pilar d'Almenara.

### Tarragona
Alt Camp
- Els castells del Gaià.
- Castell de Rocamora (Montferri).
- Castell de Rodonyà.
- Castell del Rourell.
- Castell de Vallmoll actualment en ruïnes.

Alt Penedès
- Castell de Gelida.

Baix Camp
- Castell de l'Albiol actualment en ruïnes.
- Castell d'Escornalbou.
- Castell de l'Infant actualment en ruïnes.
- Castell de la Selva del Camp.
- Castell de Vilafortuny.
- Torre del Mas del Bisbe.

Baix Penedès
- Castell d'Albinyana actualment en ruïnes.
- Castell de Banyeres actualment en ruïnes.
- Castell de Calafell.
- Castell de Llorenç.
- Castell de Marmellar actualment en ruïnes.
- Castell de Santa Oliva.
- Mas de la Muga.

Conca de Barberà
- Castell de Barberà.
- Castell de Biure.
- Els castells del Gaià.
- Castell de Milmanda.
- Palau castell de Riudabella.
- Vila fortificada de Montblanc.

Priorat

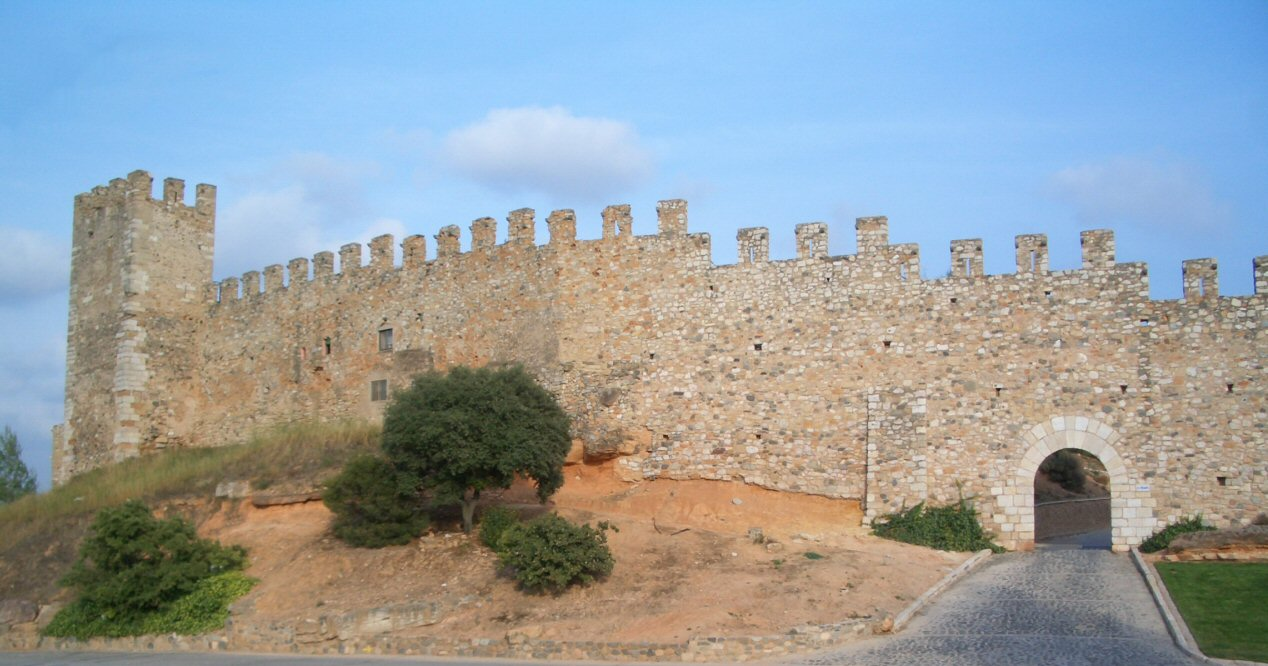
Vila fortificada de Montblanc

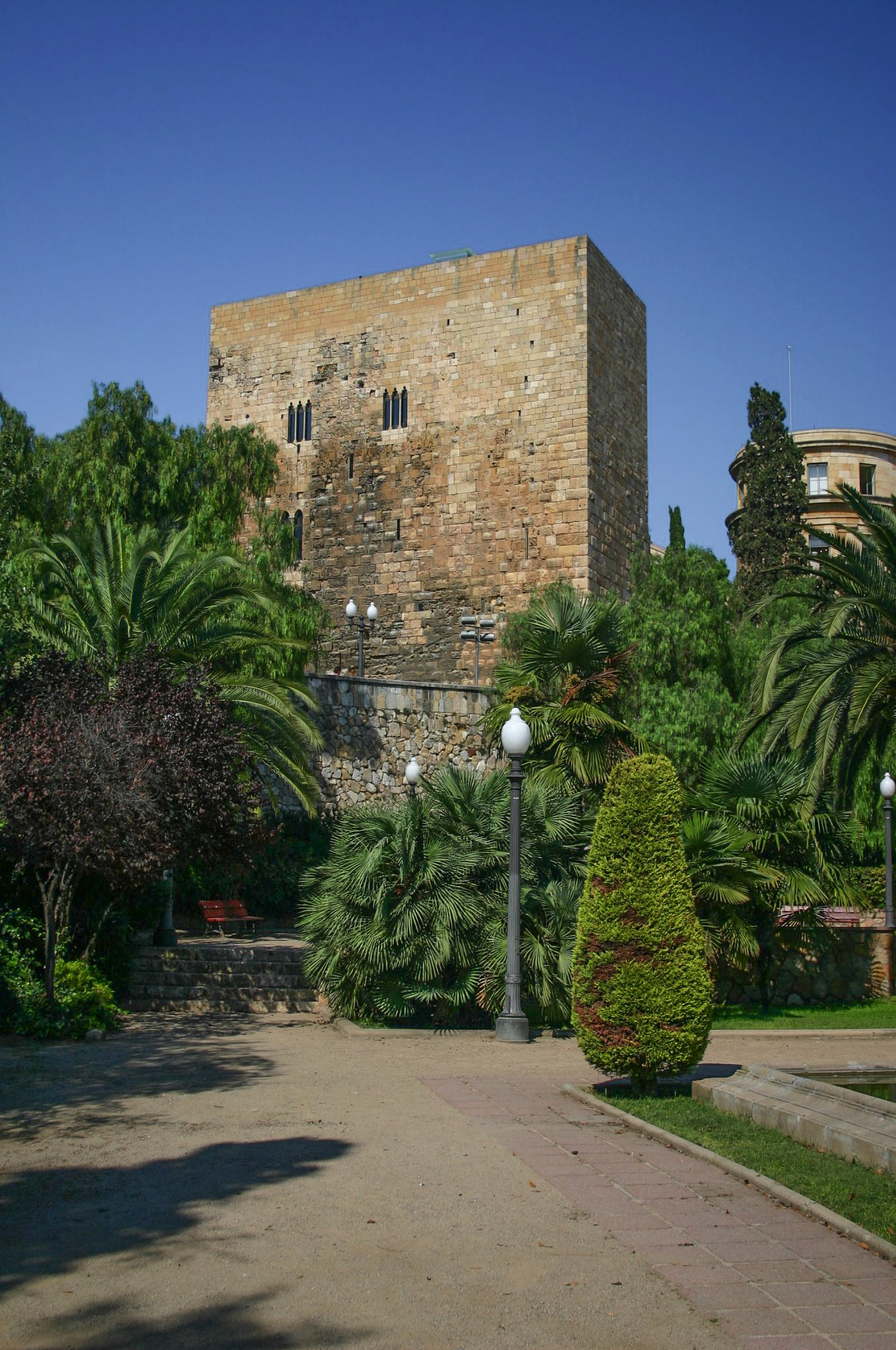
El Castell de Pilat o Pretori, a Tarragona

- Castell de Falset actualment en restauració.
- Castell de Siurana actualment en ruïnes.
- Castell de Prades actualment en ruines

Tarragonès
- Castell d'Altafulla.
- Castell del Baró de les Quatre Torres.
- Castell de Catllar.
- Castell dels Comtes de Sicart.
- Castell de Creixell.
- Castell de Pilat (o Castell de Pretori) a Tarragona.
- Castell de Tamarit a Tarragona.
- Castell de Torredembarra.
- Torre Vella de Salou a Salou.

### Terres de l'Ebre
Baix Ebre
- Castell de Sant Jordi d'Alfama.
- Castell de la Suda a Tortosa.
- Castell de Camarles.
- Castell de Carles (o del Toscar)
- Castell de Xerta.

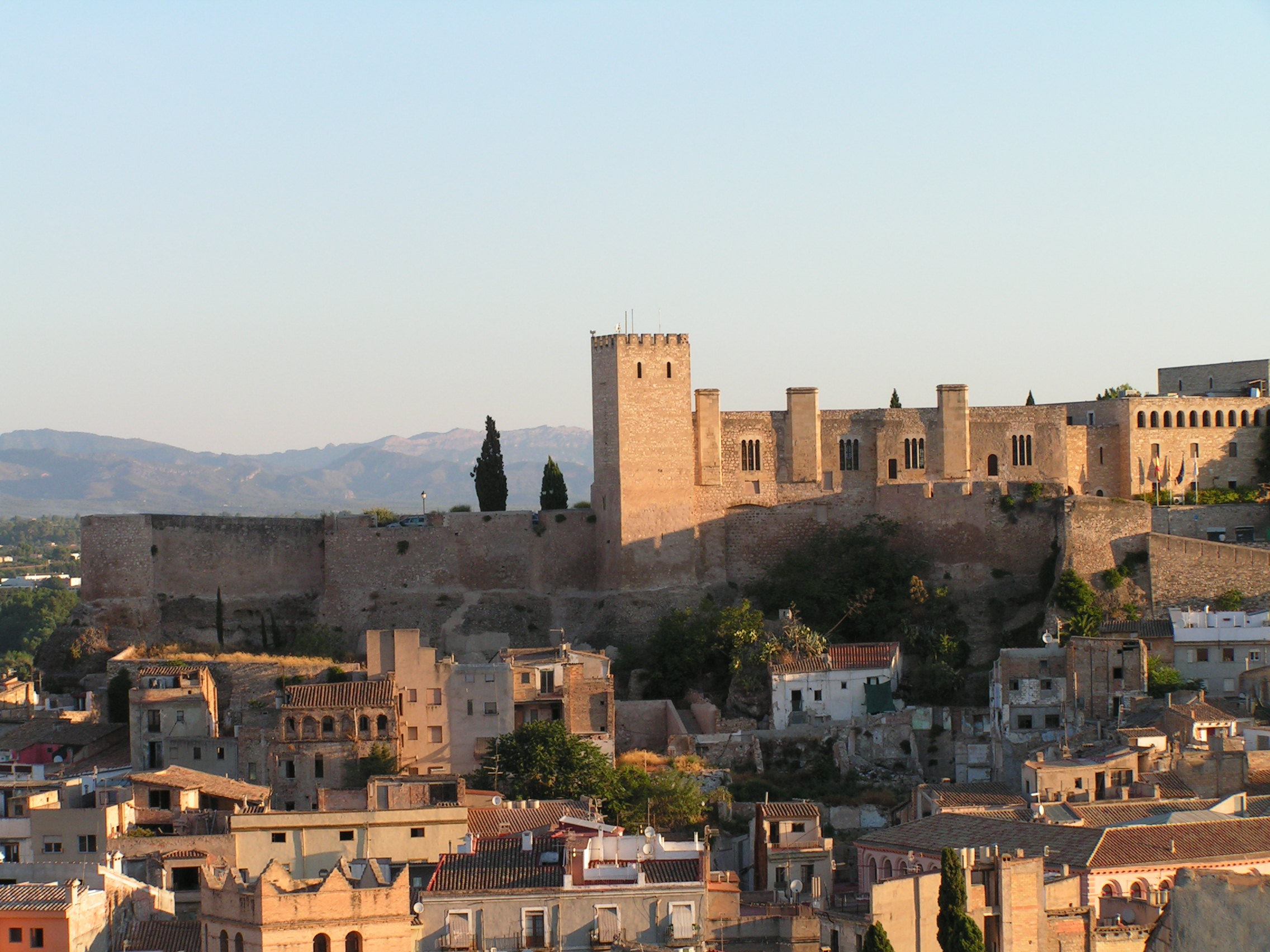
Castell de la Suda, a Tortosa

- Castell de Coll de Som actualment en ruïnes.
- Castell de la Fullola.
- Castell de Paüls.

Montsià
- Castell d'Amposta actualment en ruïnes.
- Castell d'Ulldecona actualment en ruïnes.
- Torre de la Galera actualment una església.
- Castell de la Ràpita (Montsià)

Ribera d'Ebre
- Castell d'Ascó actualment en ruïnes.

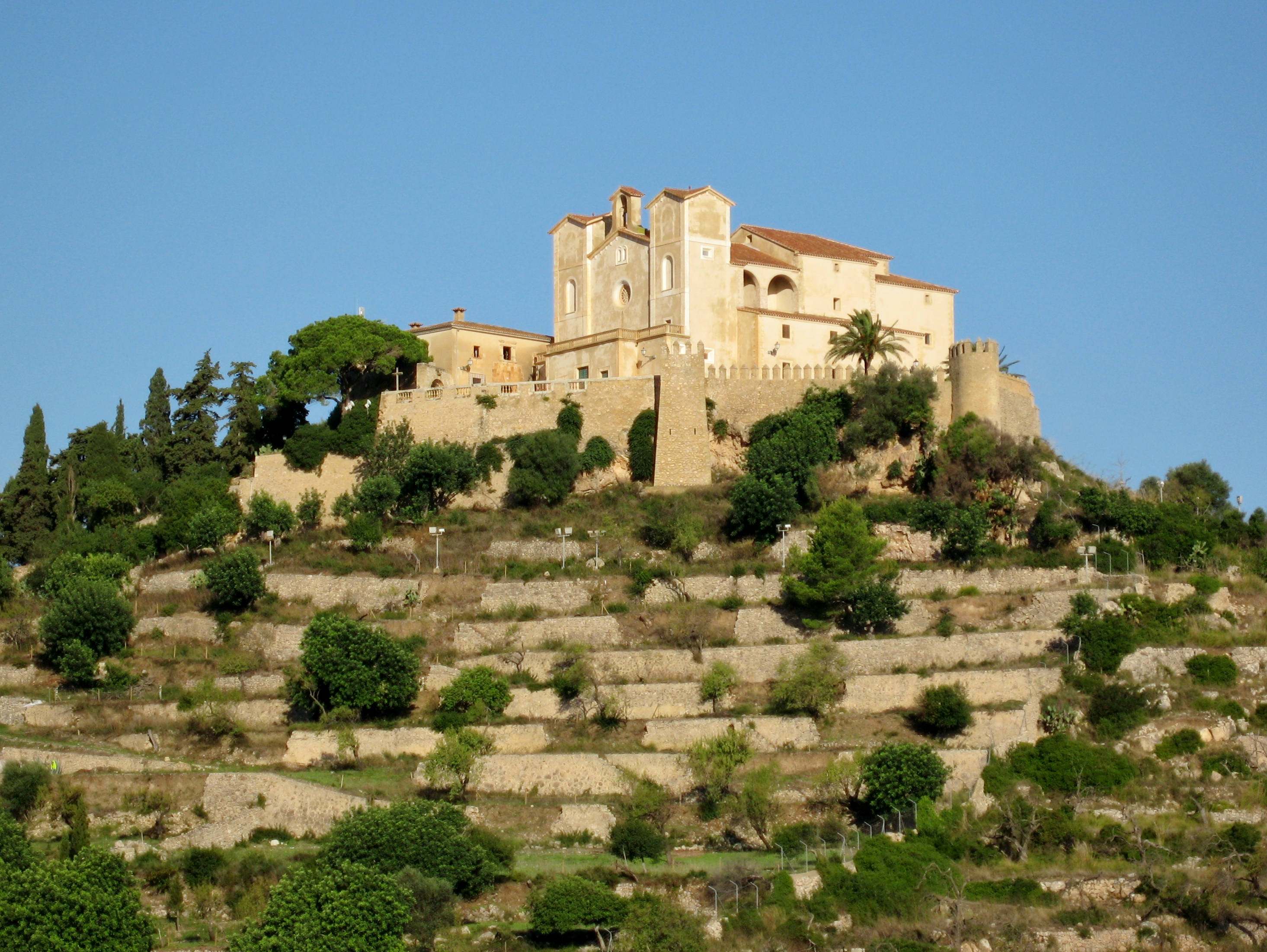
Castell d'Artà

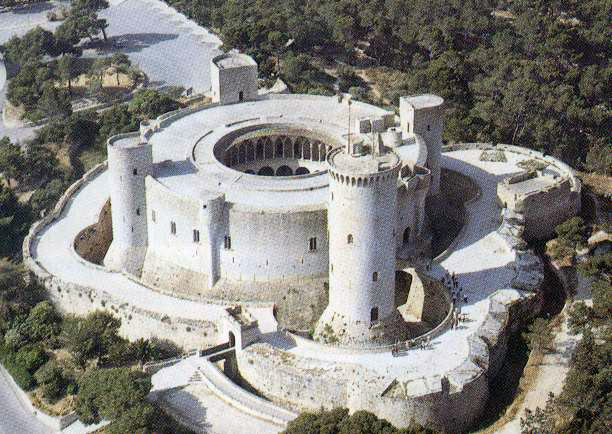
Castell de Bellver, a Palma

- Castell de Flix.
- Castell de Garcia.
- Castell de Móra.
- Castell de Miravet.
- Castell de la Palma d'Ebre.
- Castell de Riba-Roja d'Ebre.
- Castell de Sant Blai

Terra Alta
- Castell d'Algars
- Castell d'Almudèfer
- Castell d'Arnes
- Castell de Batea
- Castell de Corbera d'Ebre
- Castell de Gandesa
- Castell de Vilalba dels Arcs

## Illes Balears
Formentera
- Castellum de Can Blai

Eivissa
- Dalt Vila, Vila d'Eivissa

Mallorca
- Castell d'Alaró
- Castell d'Artà
- Castell de Bellver a Palma
- Castell de Capdepera
- Castell del Moro a Deià

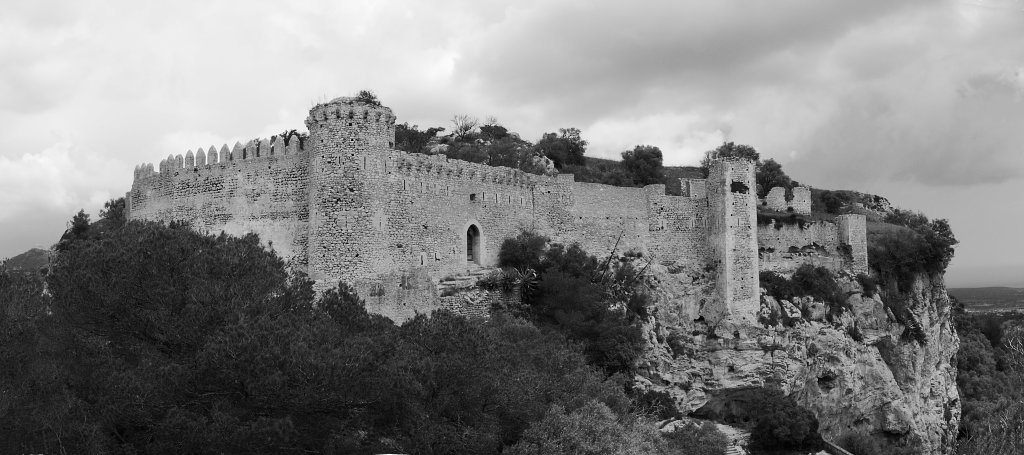
Castell de Santueri, a Felanitx, Mallorca

- Castell de la Punta de n'Amer a Sant Llorenç des Cardassar
- Castell del Rei a Pollença
- Fortalesa de Sant Carles a Palma
- Castell de Santueri a Felanitx
- Palau de l'Almudaina a Palma

Menorca
- Castell de Santa Àgueda
- Fortalesa de la Mola (o d'Isabel II)
- Castell de Sant Antoni

## l'Alguer

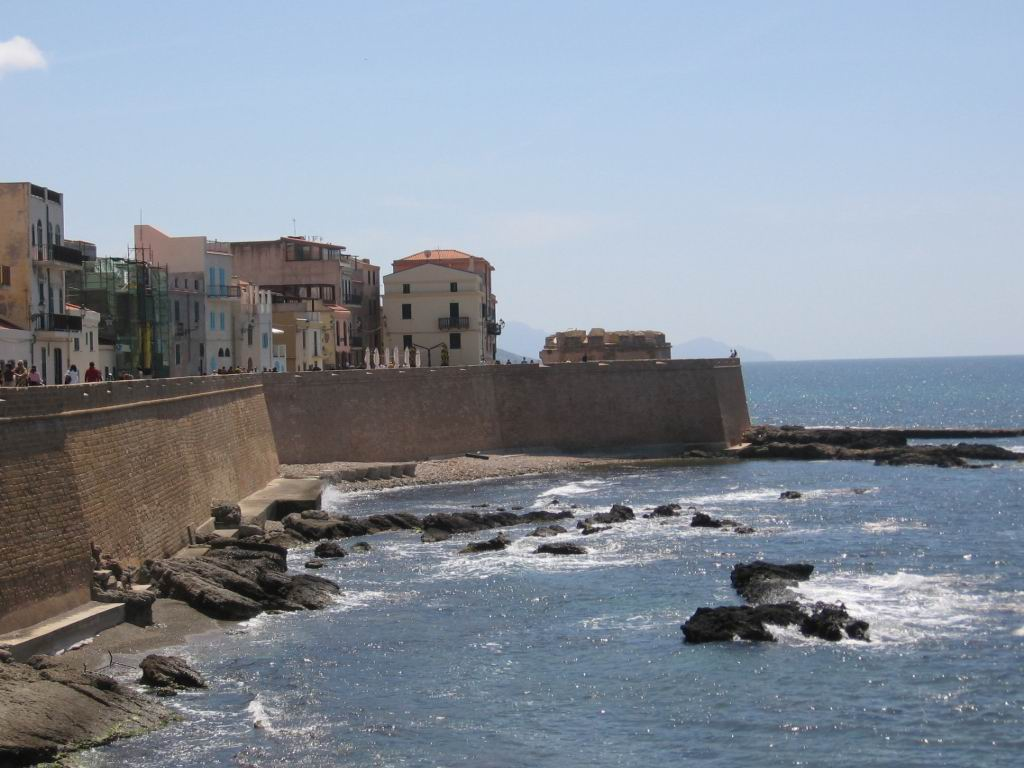
Muralles de la vila de l'Alguer

- Vila fortificada de l'Alguer i diverses torres de guaita.

## Franja de Ponent
Baix Cinca
- Castell de Fraga.
- Castell de Mequinensa.
- Castell de Saidí

Llitera

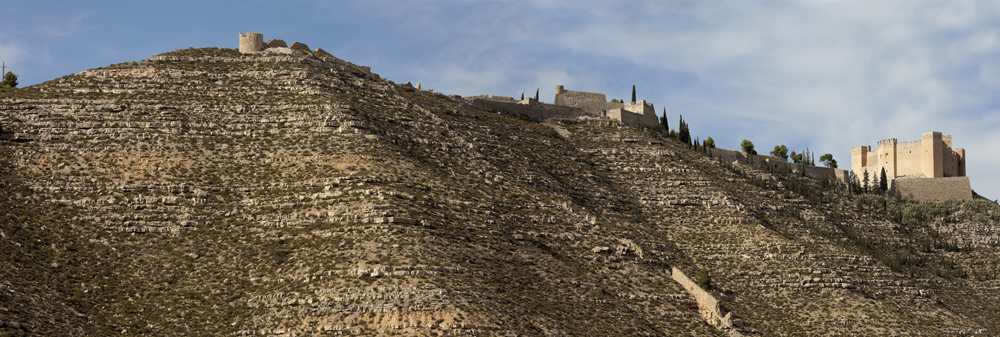
Castell de Mequinensa al Baix Cinca

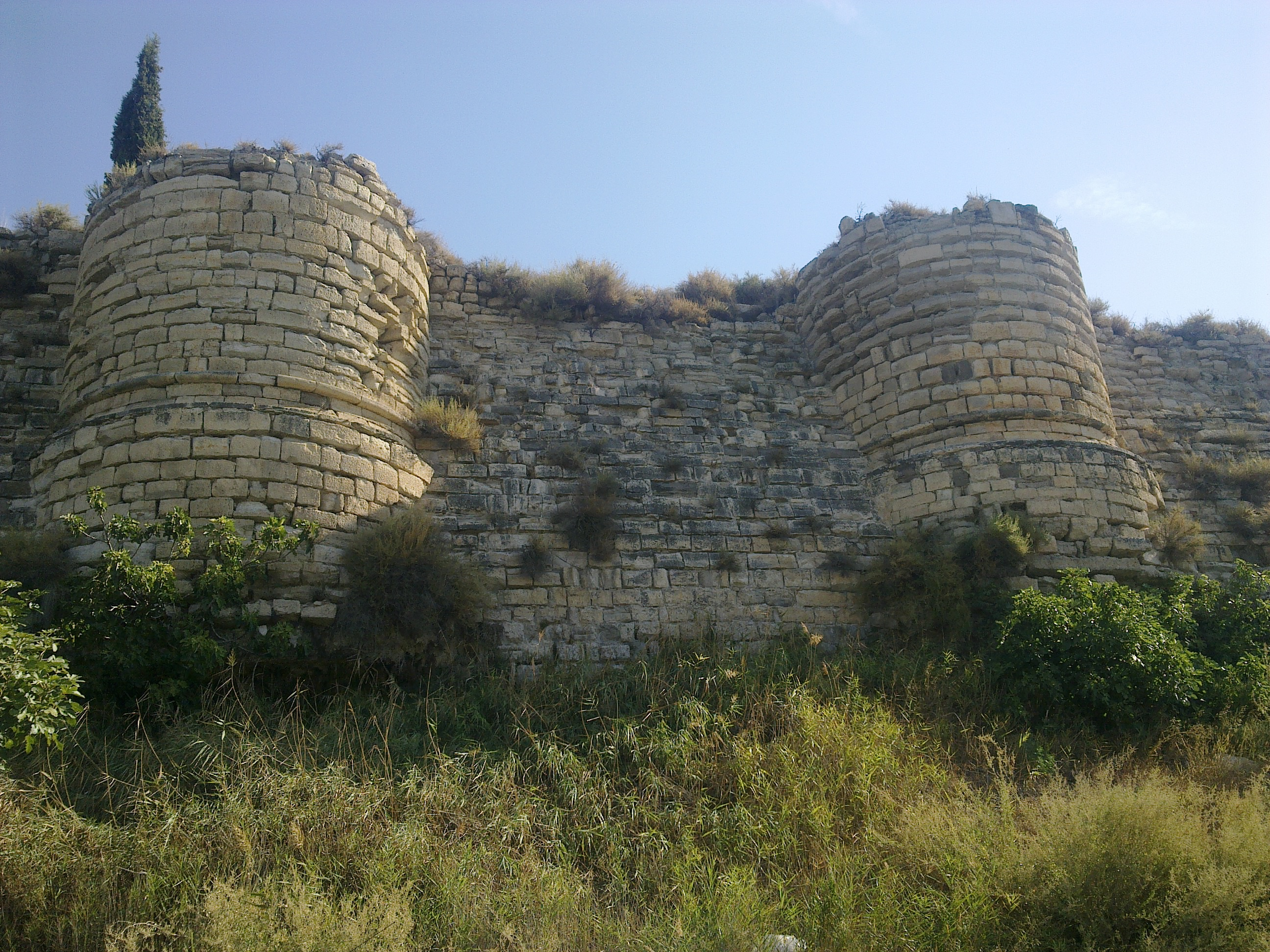
Castell de Saidí

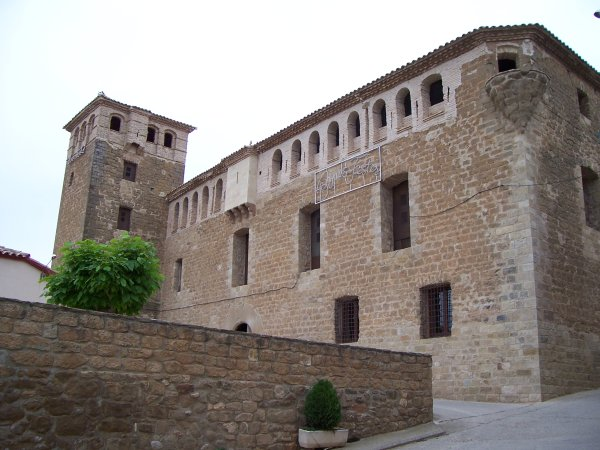
Castell de Baells

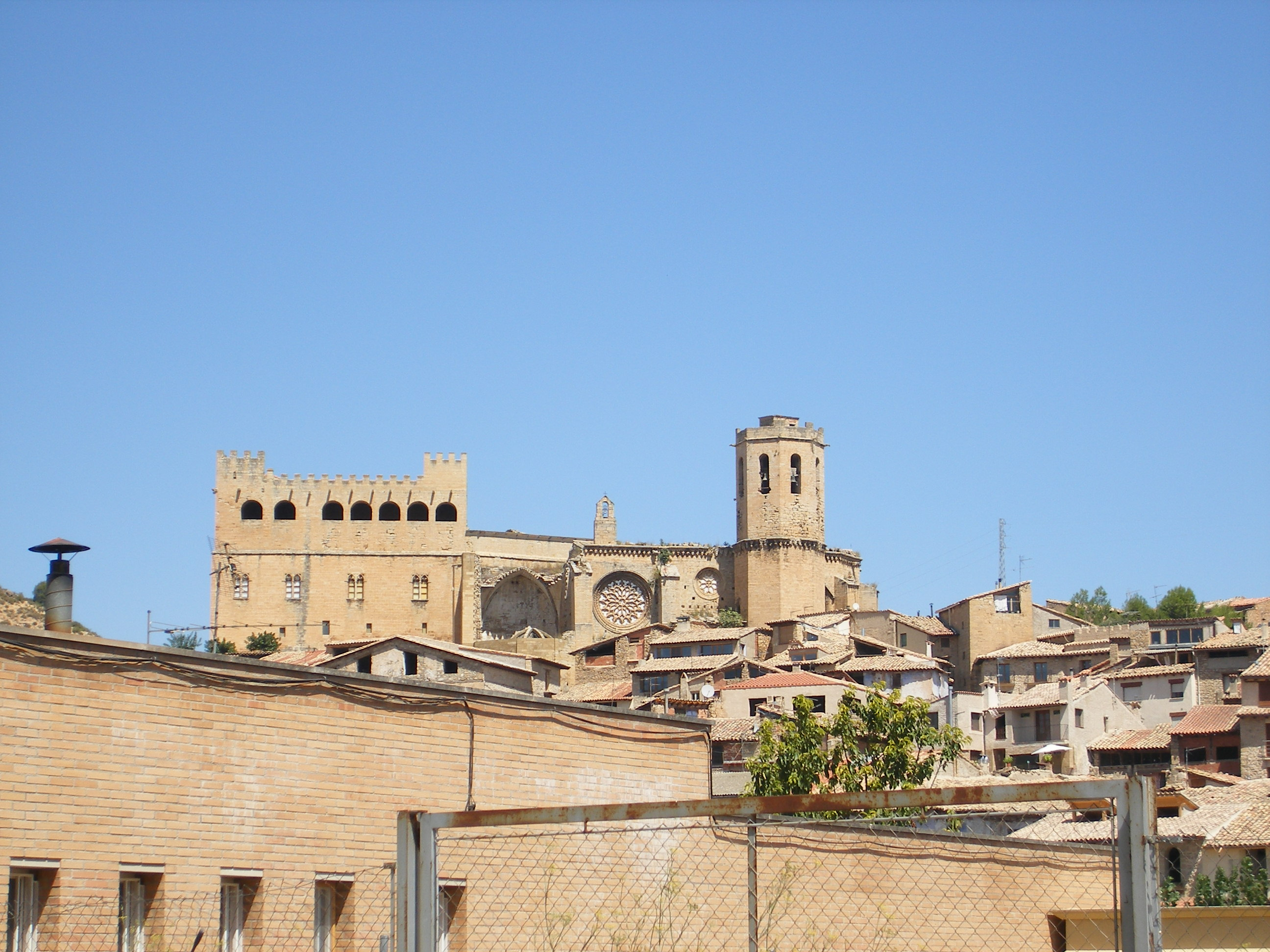
Castell de Vall-de-roures a la Matarranya

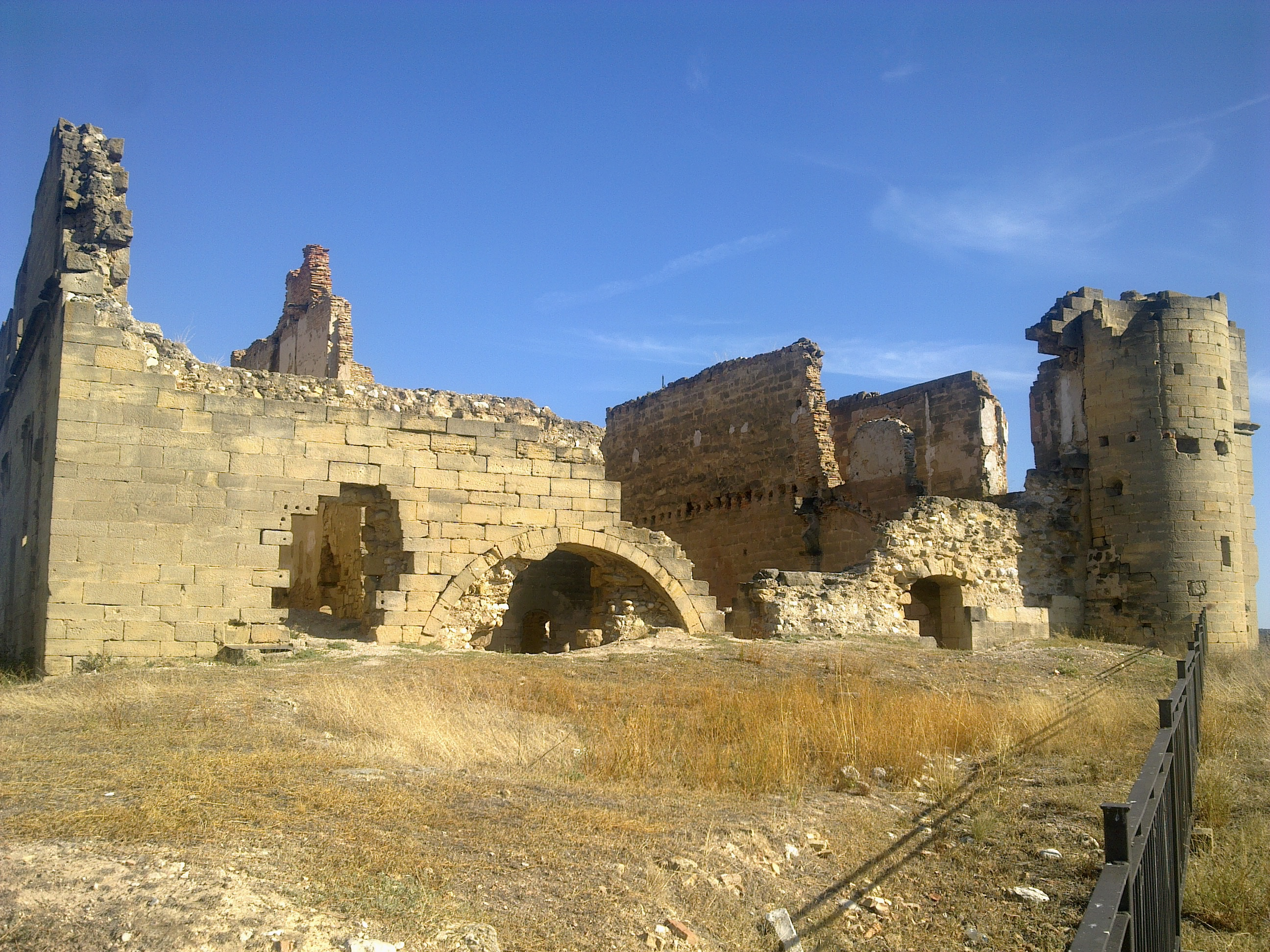
Castell de Maella

- Castell d'Alins, actualment només en queden restes.
- Castell de Baells.
- Castell de Calassanç[3]
- Castell de Gavassa, només en queden algunes runes.
- Castell de Montmagastre (Peralta de la Sal)[4]
- Castell de Sorita
- Castell de Valldellou.

Matarranya
- Castell de Mont-roig (Matarranya)
- Castell de Santa Bàrbara (la Freixneda)
- Castell de Vall-de-roures.

Baixa Ribagorça
- Castell d'Areny.
- Castell de Benavarri.
- Castell de Calbera.[5]
- Castell de Calladrons, actualment es conserva una torre.[6]
- Castell de Casserres[7]
- Castell de Castre, resta l'església romànica.[8]
- Castell d'Entença (baronia d'Entença).[9]
- Castell de Falç[10]
- Castell de Finestres[11]
- Castell de Fontova[12]
- Castell de Jusseu[13]
- Castell de Llaguarres[14][15]
- Castell de Lluçars, es conserven les ruïnes de l'antic castell.[16]
- Castell de Monesma.[17]
- Castell de Montanyana.
- Castell de Pilzà.[18]
- Castell de Puig-roig.[19]
- Castell de Girbeta actualment en ruïnes.
- Castell de Viacamp. Queda la torre de 10 metres, del segle xi.[20]

Baix Aragó-Casp
- Castell de Maella.
- Castell de Nonasp.

## País Valencià

### Alacant
Alcoià
- Castell de Banyeres de Mariola.
- Castell de Barxell.
- Castell de Castalla.

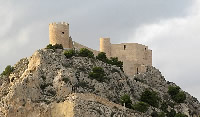
Castell de Castalla a l'Alcoià

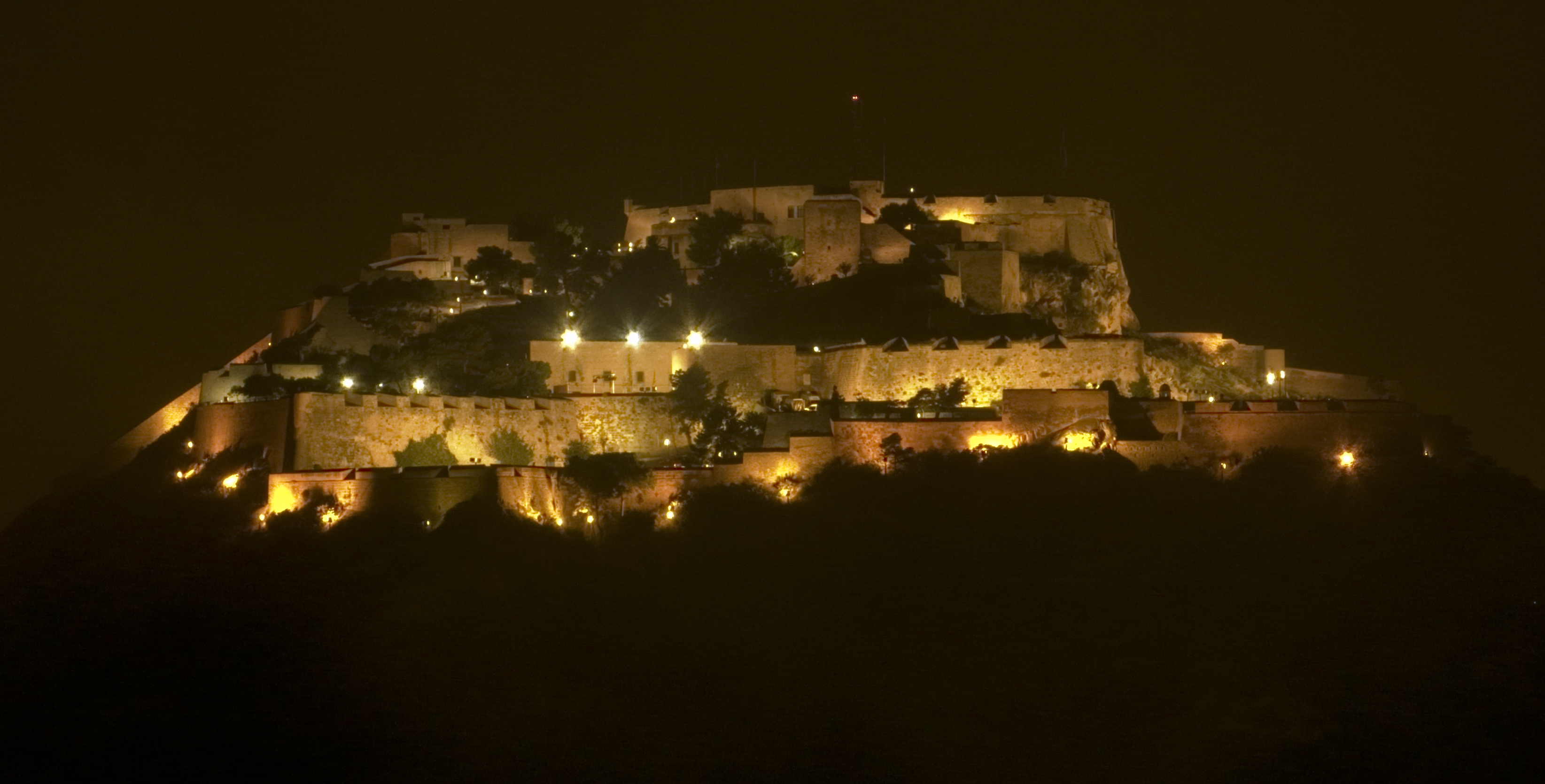
Castell de la Santa Bàrbara, a Alacant

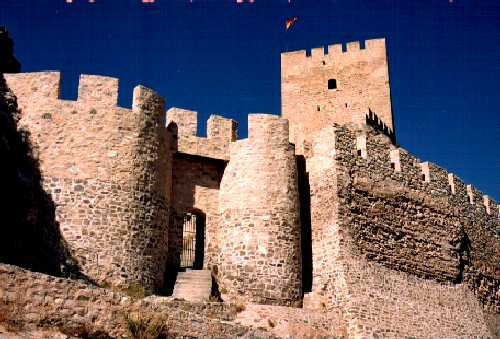
Castell de Saix, a l'Alt Vinalopó

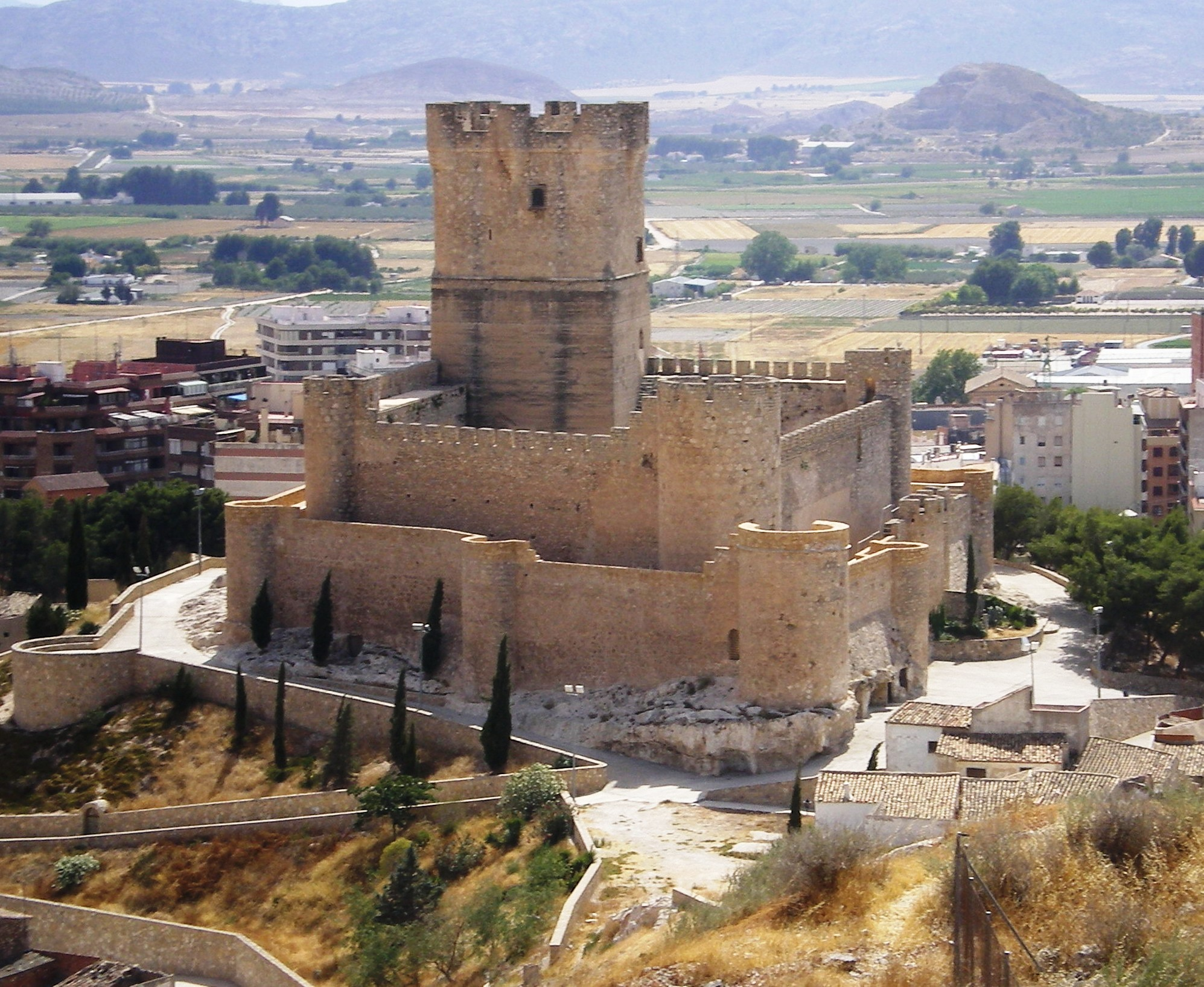
Castell de la Talaia a l'Alt Vinalopó

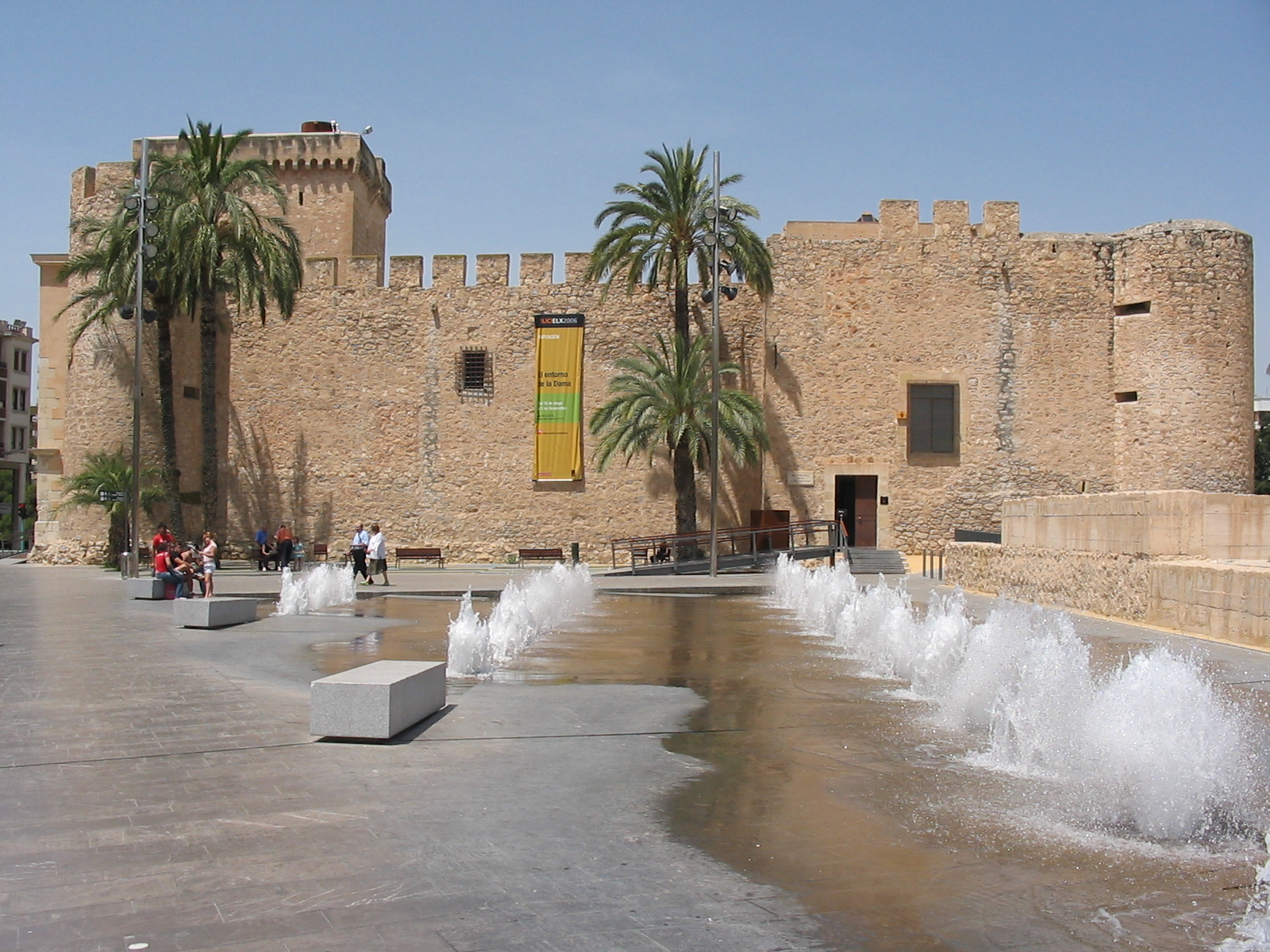
Palau d'Altamira, Elx

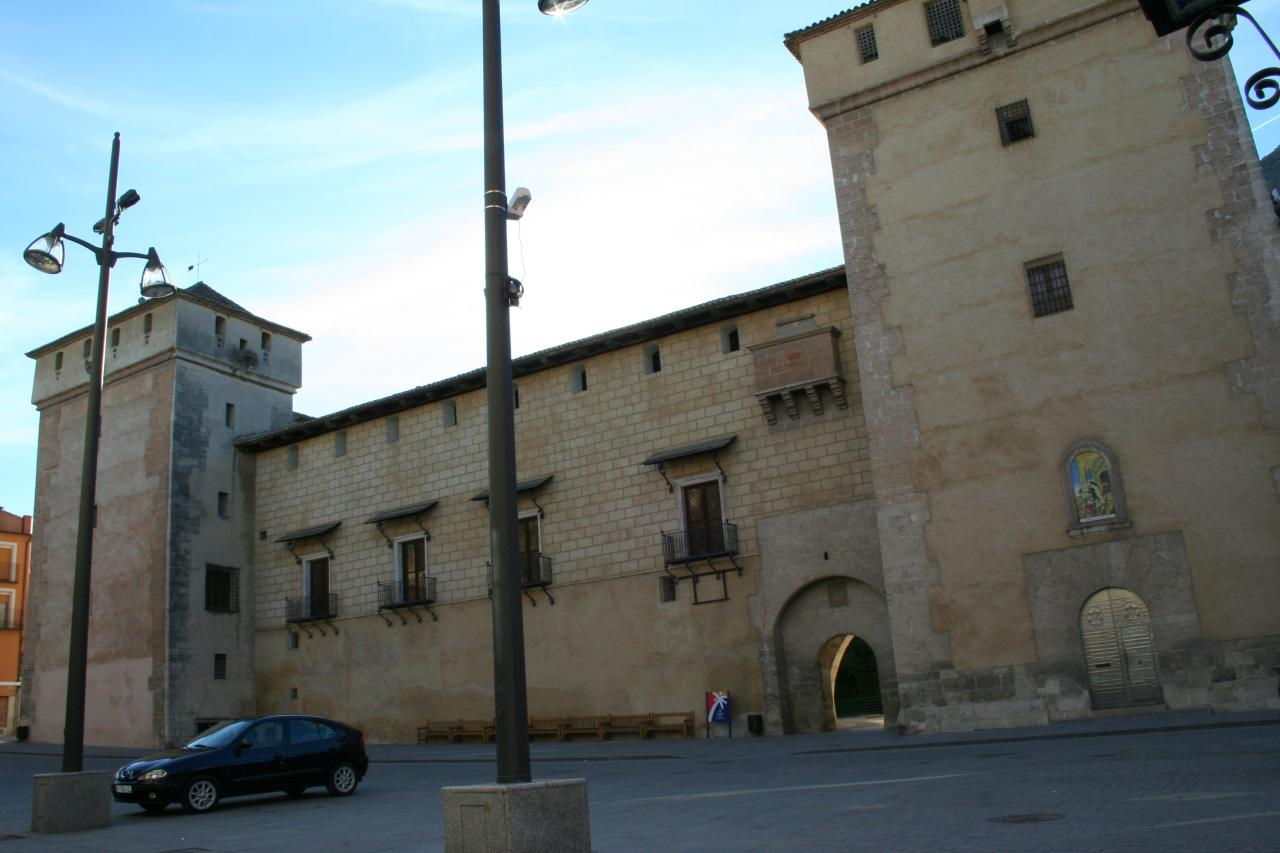
Palau Comtal de Cocentaina al Comtat

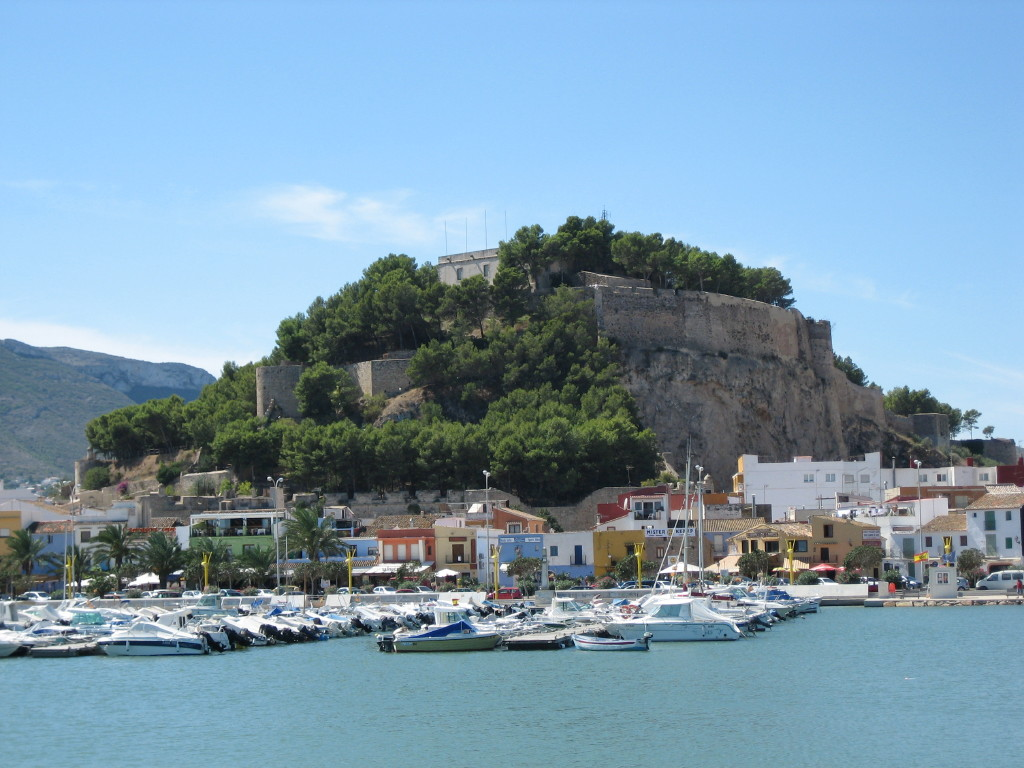
Castell de Dénia, a la Marina Alta

- Castell de Penàguila actualment en ruïnes.

Alacantí
- Castell d'Agost actualment en ruïnes.
- Castell d'Aigües actualment en ruïnes.
- Castell de Busot actualment en ruïnes.
- Castell de la Murta actualment en ruïnes.
- Castell de Santa Bàrbara a Alacant.
- Castell de Sant Ferran a Alacant.

Alt Vinalopó
- Castell de Biar.
- Castell de Saix.
- Castell de la Talaia a Villena.
- Castell de Salvatierra a Villena.
- Torre de Beneixama actualment en ruïnes.

Baix Segura
- Castell de Coix.
- Castell de Guardamar del Segura.
- Castell d'Oriola.

Baix Vinalopó
- Castell de Santa Pola.
- Castell Vell de Crevillent.
- Palau d'Altamira a Elx.

Comtat
- Castell d'Agres actualment en ruïnes.
- Castell d'Alcosser, actualment en ruïnes.[21]
- Castell de la Barcella actualment en ruïnes.
- Castell del Benicadell actualment en ruïnes.
- Castell de Cocentaina.
- Castell de Gaianes actualment en ruïnes.
- Castell de Margarida actualment en ruïnes.
- Castell de Penella actualment en ruïnes.
- Castell de Perputxent actualment en ruïnes.
- Castell de Planes[22]
- Castell de Seta o de la Costurera, actualment en ruïnes.
- Castell de Travadell actualment en ruïnes.
- Palau Comtal de Cocentaina.
- Torre de l'Alcúdia actualment en ruïnes.
- Torre del Pla de la Casa actualment en ruïnes.

Marina Alta
- Castell de les Atzahares a les valls de la Marina Alta actualment en ruïnes.
- Castell d'Ambra.
- Castell de Bèrnia actualment en ruïnes.
- Castell de Dénia.
- Castell de Forna a les valls de la Marina Alta
- Castell del Mascarat.
- Castell de Moraira.
- El Castellet de l'Ocaive a Pedreguer actualment en ruïnes.
- Castell de Pop a les valls de la Marina Alta.
- Castell de la Solana (o d'Aixa) actualment en ruïnes.

Marina Baixa
- Castell de l'Alcazaiba (o de Guadalest) actualment en ruïnes.
- Castell d'Alfofra actualment en ruïnes.
- Castell de Guadalest (o del Rei).
- Castell de Tàrbena.

Vinalopó Mitjà
- Castell d'Elda.
- Castell de la Mola.
- Castell de Montfort (Vinalopó Mitjà).
- Castell de Monòver.
- Castell de Petrer.
- Castell del Riu.

### Castelló
Alcalatén

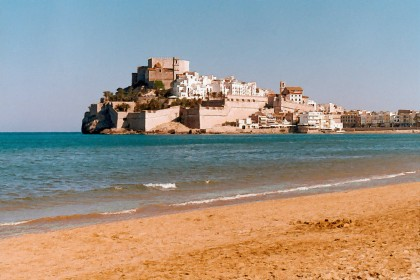
Castell de Peníscola, al Baix Maestrat

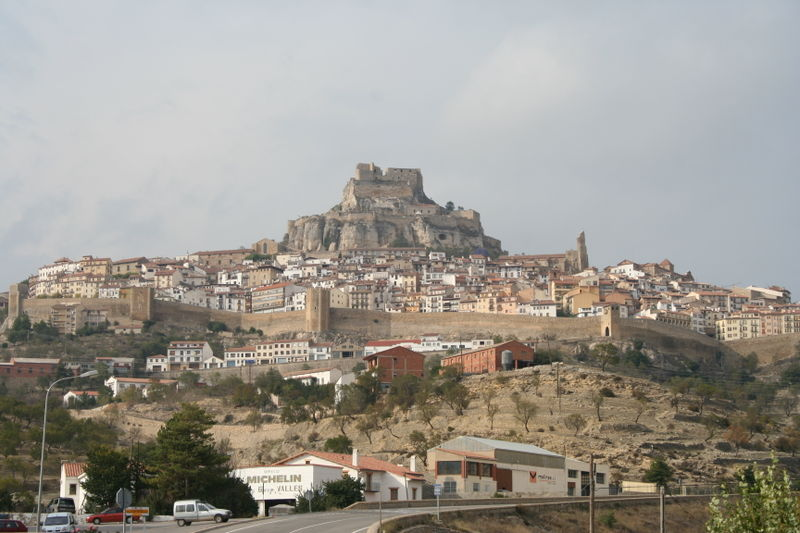
Castell de Morella als Ports

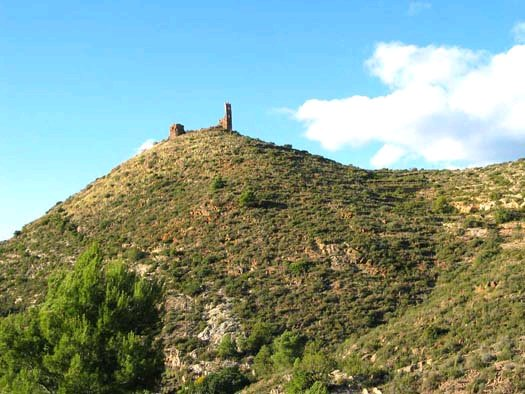
Castell d'Assuévar, a l'Alt Palància

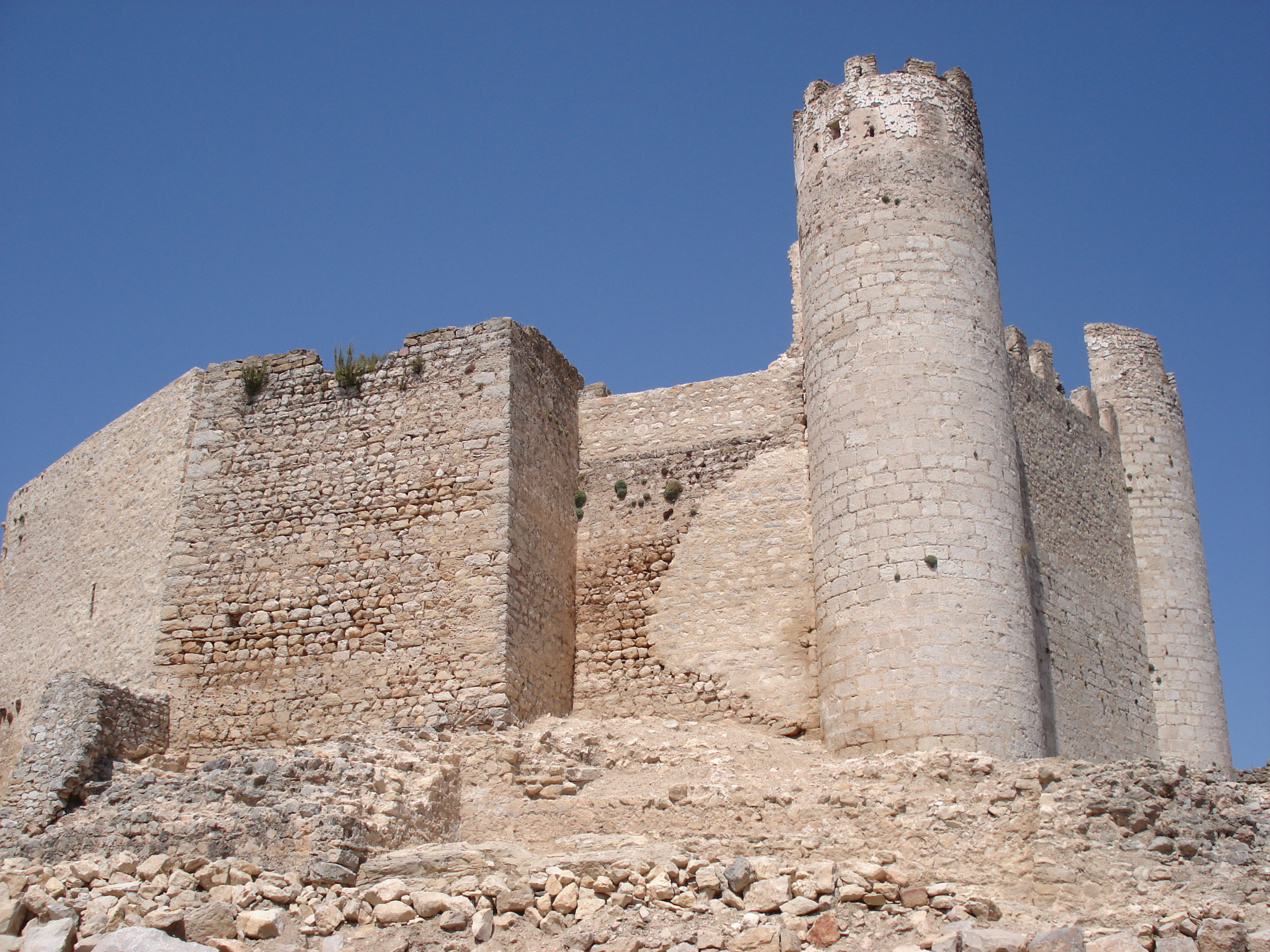
Castell de Xivert, al Baix Maestrat

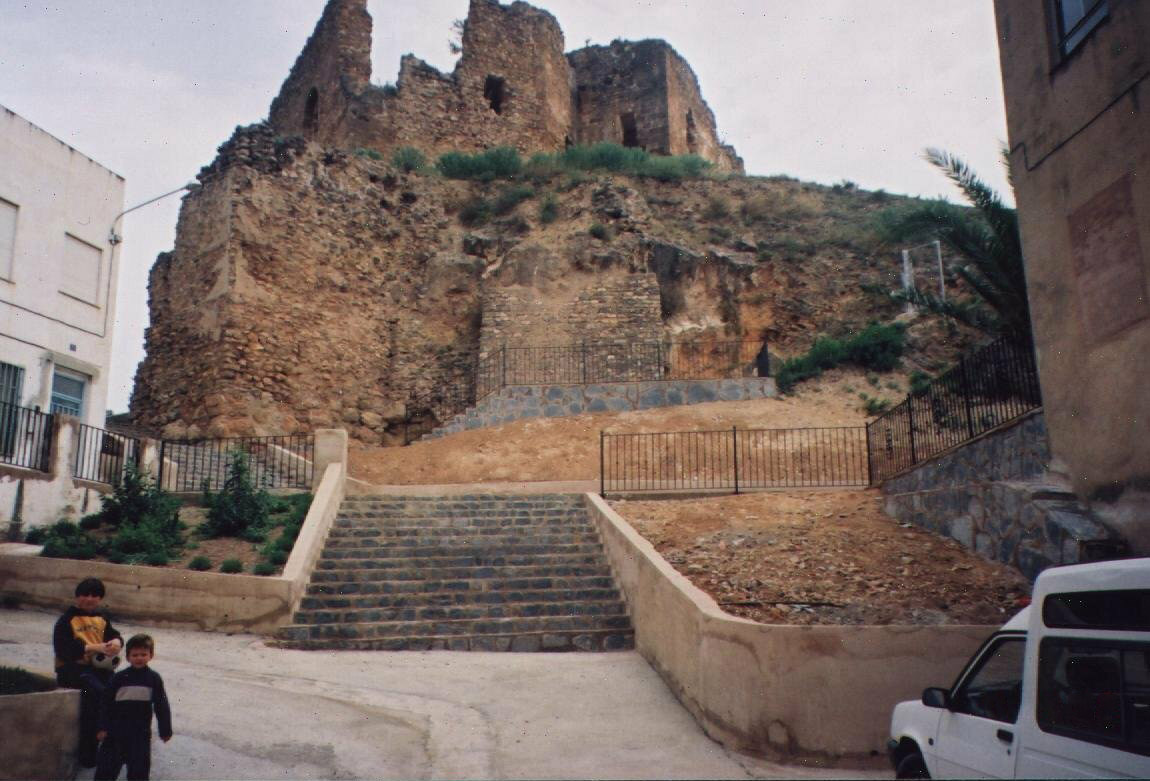
Castell de Castellnou de Sogorb, a l'Alt Palància.

- Castell de l'Alcalatén actualment en ruïnes.
- Castell de les Torrocelles actualment en ruïnes.
- Castell d'Urrea.

Alt Millars
- Castell del Fanzara actualment en ruïnes.
- Castell de Ganalur actualment en ruïnes.
- Castell del Bou Negre (o Castell de la Mola) actualment en ruïnes.
- Castell de Vilamalur actualment en ruïnes.

Alt Maestrat
- Castell d'Albocàsser actualment en ruïnes.
- Castell d'Ares del Maestrat actualment en ruïnes.
- Castell de Corbó a Benassal i actualment en ruïnes.
- Castell de Culla actualment en ruïnes.

Alt Palància
- Castell d'Almonesir actualment en ruïnes.
- Castell d'Assuévar actualment en ruïnes.
- Castell de Castellnou de Sogorb actualment en ruïnes.
- Castell del Toro.
- Castell de Vilamalur actualment en ruïnes.
- Torre Mudèxar de l'Alcudia, Castell i Fortí de Xèrica.
- Torre d'Altomira, Navaixes.

Baix Maestrat
- Castell de Cervera del Maestrat actualment en ruïnes.
- Castell de Peníscola.
- Castell de Polpís a la Serra d'Irta.
- Castell de Xivert a la Serra d'Irta.

Plana Alta
- Castell d'Abenromà actualment en ruïnes.
- Castell de Borriol actualment en ruïnes.
- Castell de Cabanes.
- Castell de Fadrell a Castelló de la Plana actualment en ruïnes.
- Castell de Montornés (al Desert de les Palmes) actualment en ruïnes.
- Castell Vell de Castelló a prop de Castelló de la Plana actualment en ruïnes.
- Castell de Vilafamés.

Plana Baixa
- Castell d'Almenara actualment en ruïnes.
- Castell de Benalí a Aín, actualment en ruïnes.
- Castell de Betxí (o Palau Castell dels Comtes d'Arizo).
- Castell de Castro a Alfondeguilla actualment en ruïnes.
- Castell d'Eslida actualment en ruïnes.
- Castell de Mauç actualment en ruïnes.
- Castell d'Onda.
- Castell de la Vilavella actualment en ruïnes.
- Castell del Xinquer actualment en ruïnes.

Ports
- Castell de Morella, visitable però en ruïnes, i la vila fortificada de Morella
- Castell d'Olocau del Rei actualment en ruïnes.
- Castell de la Todolella.

### València
Camp de Túria
- Castell de Llíria.

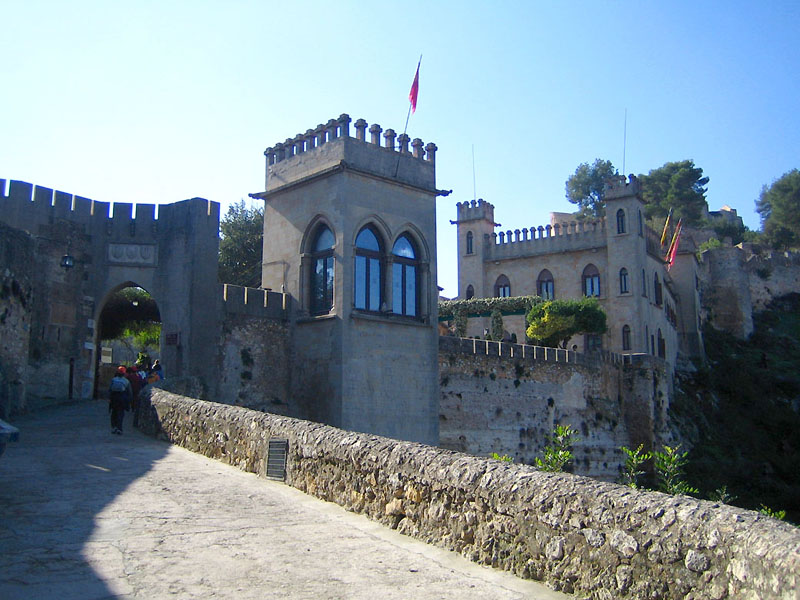
El Castell de Xàtiva a la Costera.

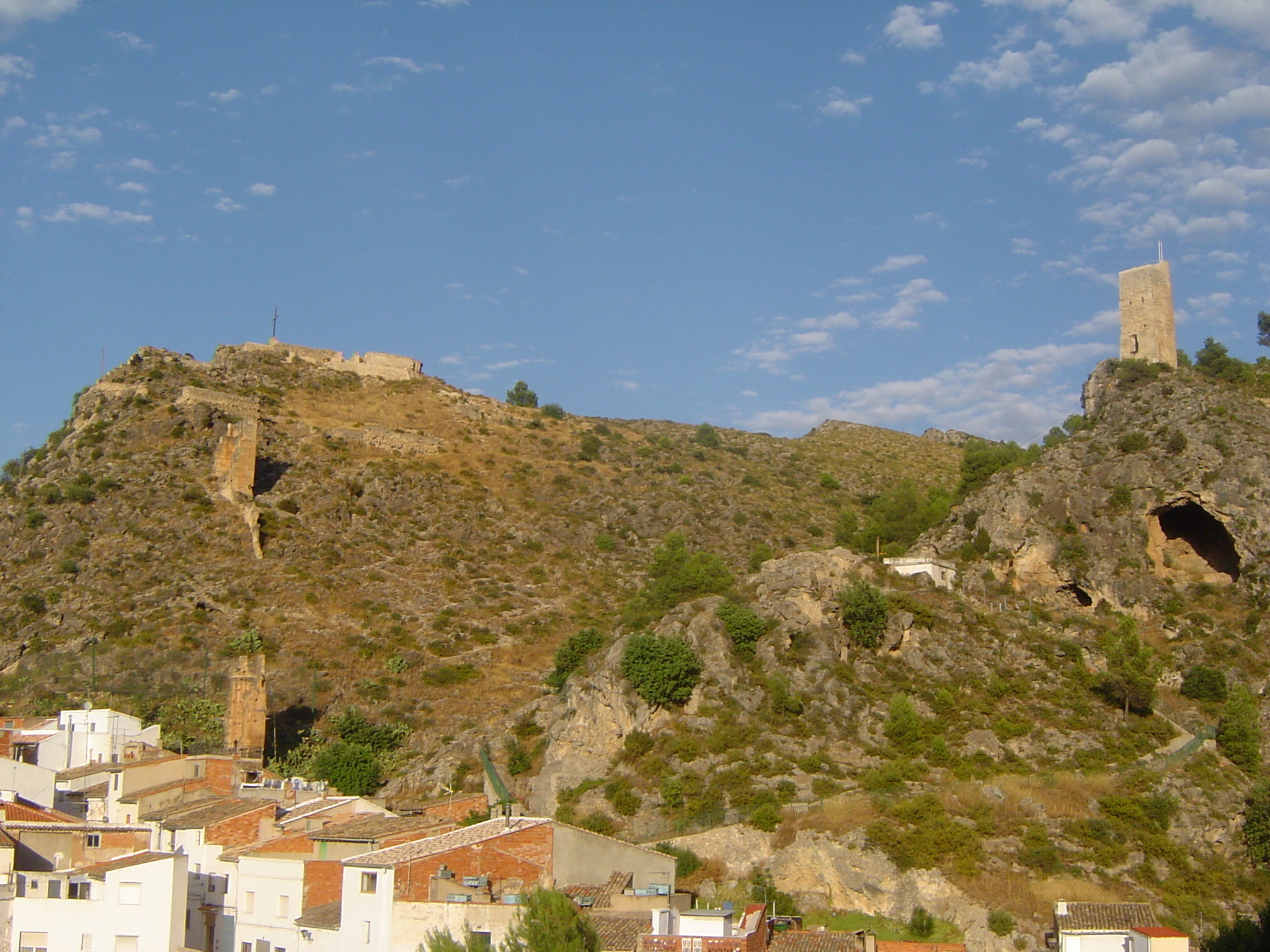
Vista del Castell de Moixent i la torre de Coloms, a la Costera.

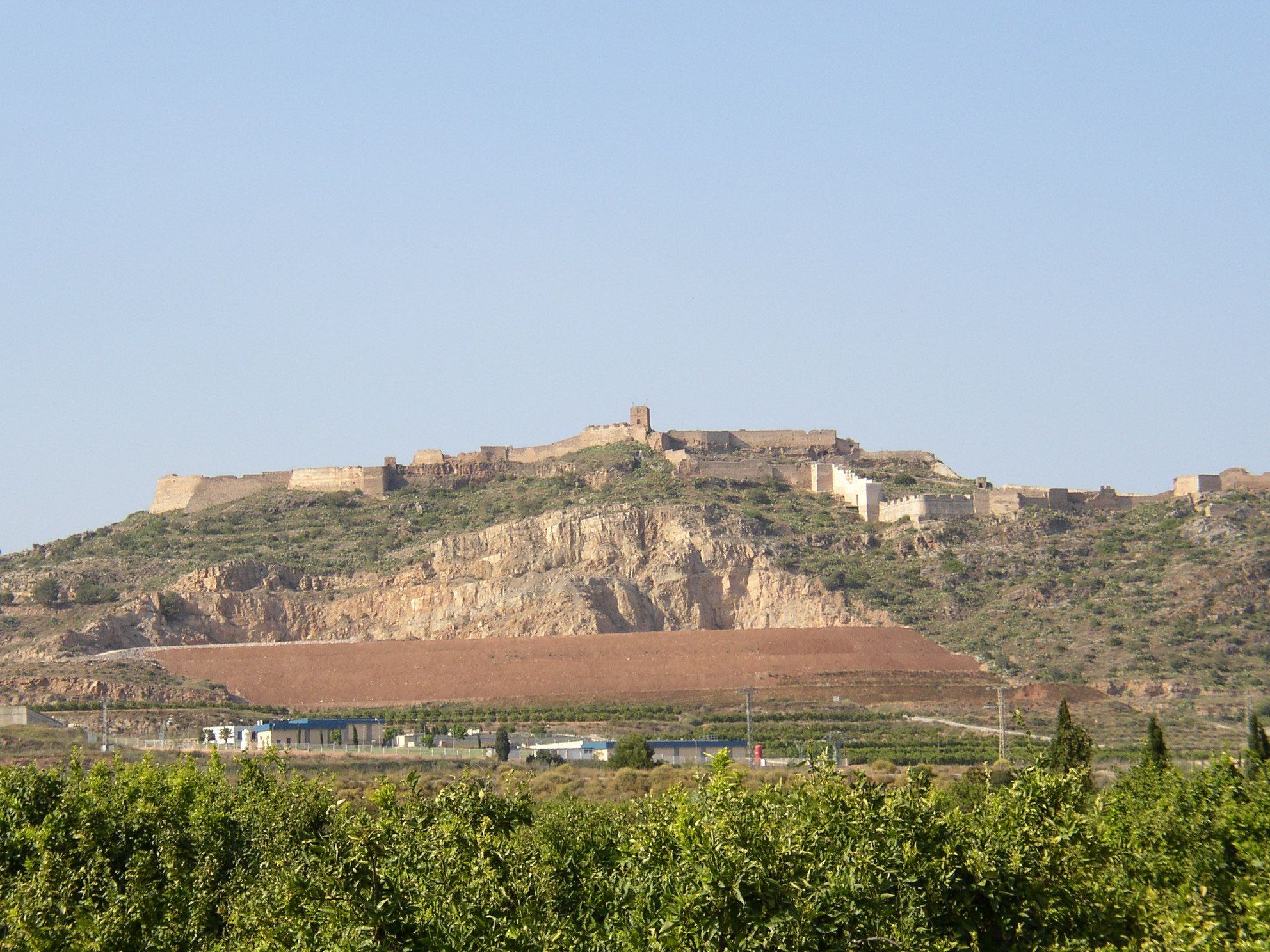
Castell romà de Sagunt al Camp de Morvedre.

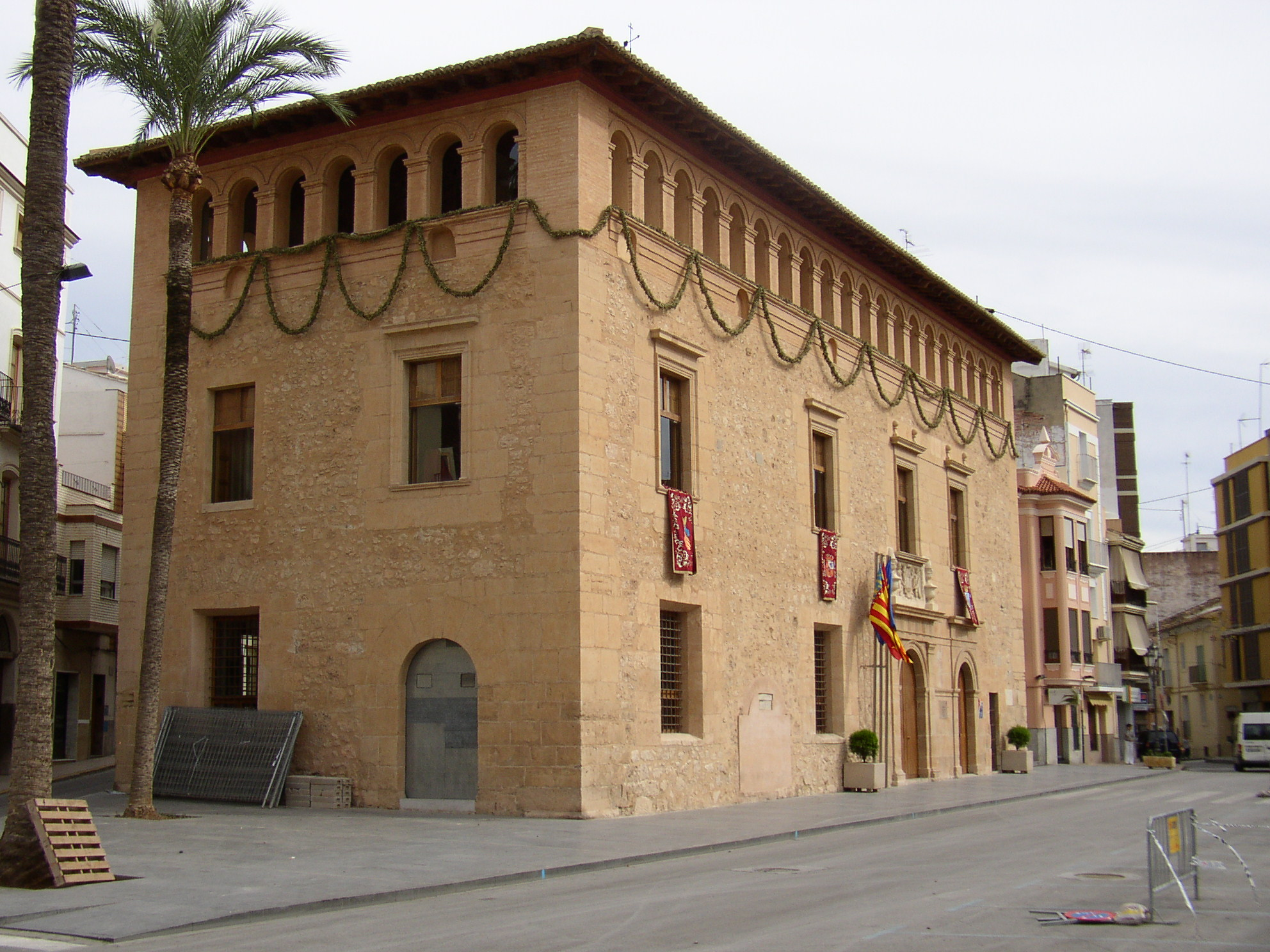
Palau dels Ducs de Llíria, al Camp de Túria.

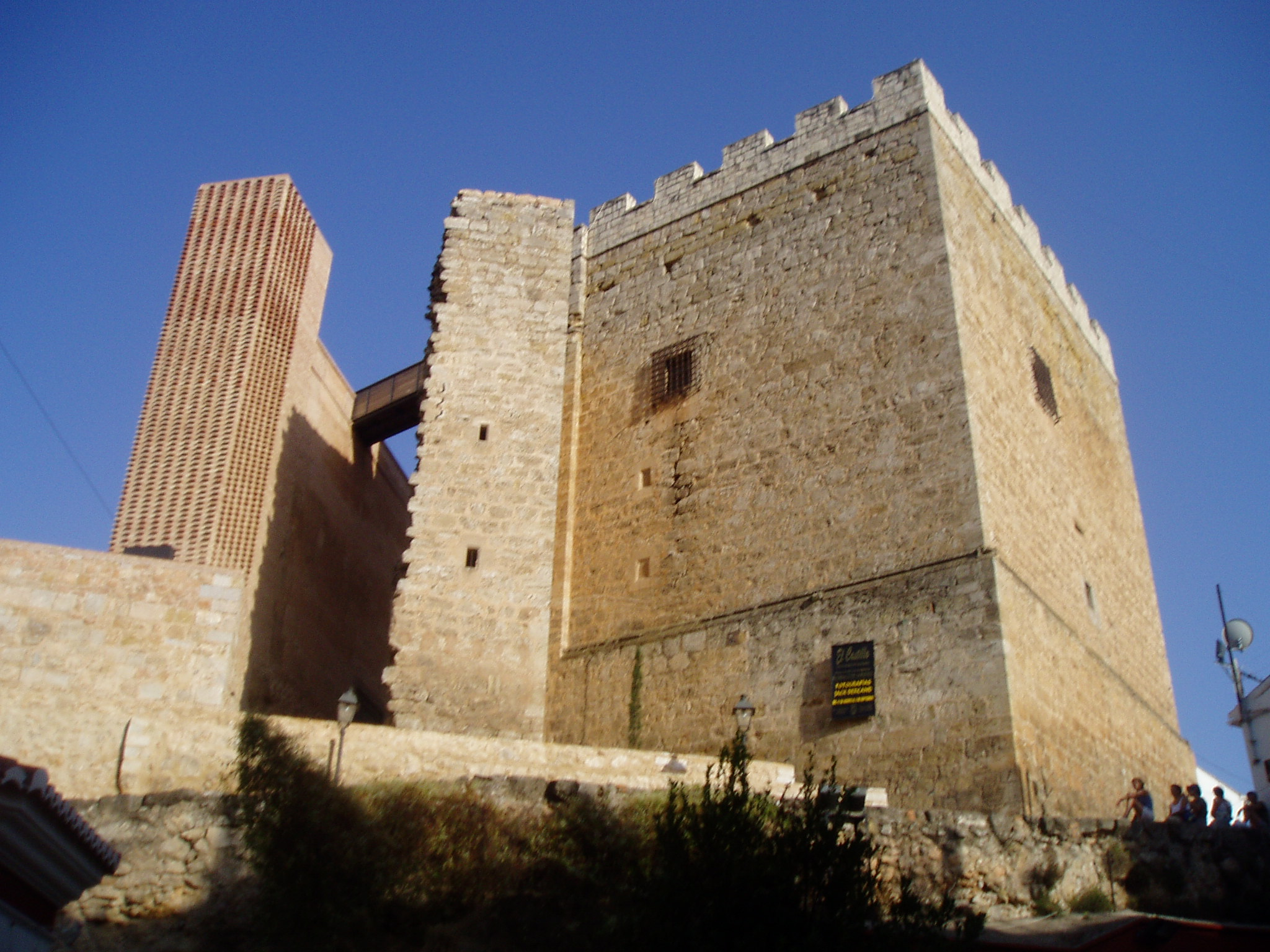
El Castell de Requena, a la Plana d'Utiel.

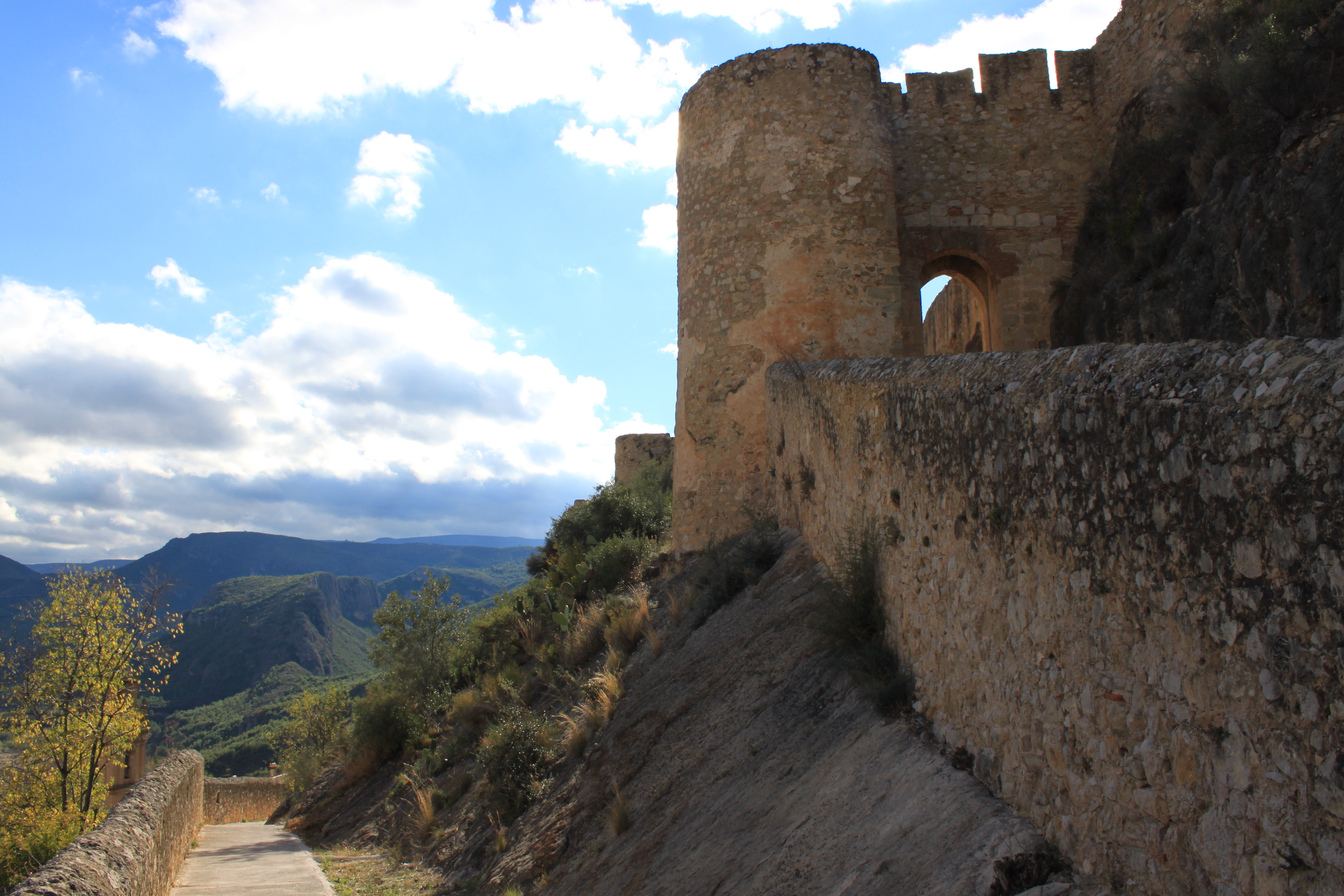
Castell de Xulilla, als Serrans.

- Palau dels Ducs de Llíria a Llíria (conegut com a Ca la Vila).

Camp de Morvedre
- Castell romà de Sagunt visitable però en ruïnes.
- Castell de Segart actualment en ruïnes.

Canal de Navarrés
- Castell de Bolbait actualment en ruïnes.
- Castell de Millars actualment en ruïnes.
- Castell de Navarrés actualment en ruïnes.
- Castell de Quesa actualment en ruïnes.
- Palau Castell de Bicorp.

Costera
- Castell de Montesa.
- Castell de Moixent.
- Castell de Vallada actualment en ruïnes.
- Castell de Xàtiva.

Foia de Bunyol
- Castell de Bunyol.
- Castell de Macastre actualment en ruïnes.
- Castell de Xiva.

Horta
- Castell del Puig a El Puig actualment en ruïnes.
- Palau Castell d'Alaquàs.
- Palau dels Sorells.

Plana d'Utiel
- Castell de Requena visitable i en relatiu bon estat.
- Castell de Xera.

Racó
- Castell d'Ademús actualment en ruïnes.
- Castell de Castellfabib.

Ribera Alta
- Castell d'Alèdua.
- Castell d'Alcalà (Ribera Alta), actualment en ruïnes.[23]
- Castell de Benimeixís, en ruïnes.[24]
- Castell de Serra (Torís)[25]
- Castell de Tous[26]

Ribera Baixa
- Castell de Corbera actualment en ruïnes.
- Castell de Cullera actualment en ruïnes.

Safor
- Castell d'Alfàndec o de Marinyén actualment en ruïnes.
- Castell de Bairén actualment en ruïnes.
- Castell de Borró actualment en ruïnes.
- Castell de Palma actualment en ruïnes.
- Castell de Rebollet actualment en ruïnes.
- Castell de Tavernes o Els Castellets actualment en ruïnes.
- Castell de Vilallonga actualment en ruïnes.
- Castell de Vilella actualment en ruïnes.
- Palau ducal de Gandia visitable i en molt bon estat.
- Torre dels Pares o dels Frares abandonat, encara que en relatiu bon estat. No es pot visitar.
- Torrelló del Pi torre de la fortificació moderna de Gandia. Consolidat.

Serrans
- Castell de Sot de Xera.
- Castell de Xulilla.
- Castell de Xestalgar.

Vall d'Albaida
- Castell de Xiu actualment en ruïnes.
- Palau Castell d'Aielo de Malferit.
- Palau Castell de Llutxent.
- Castell de Rugat actualment en ruïnes.

Vall de Cofrents
- Castell d'Aiora actualment en ruïnes.
- Castell de Xalans actualment en ruïnes.
- Castell de Xarafull actualment en ruïnes.
- Castell de Xiva actualment en ruïnes.